# Monte Berico
Monte Berico è un colle, alto poco più di 100 metri s.l.m., che rappresenta la parte più settentrionale del complesso dei Colli Berici, situato a poca distanza dal centro storico di Vicenza e sovrastante la città. Sulla sua sommità sorge il santuario della Madonna di Monte Berico, patrona della città e della diocesi.
Monte Berico è anche il nome di una delle zone residenziali più signorili della città, costruita sulle pendici del colle nella prima metà del Novecento e costituita quasi esclusivamente da ville e abitazioni unifamiliari. Di fronte al santuario sorge il piazzale della Vittoria con un'ampia balconata su tutta la città, la parte settentrionale della provincia, nonché sulle Prealpi Vicentine.

## Storia

### Epoca antica e medioevo
Documentato sin dal 1263 come monte Bericano, il colle trae il nome dal sottostante quartiere di Borgo Berga. Quest'ultimo potrebbe essere in relazione con l'antica Berua, un centro di difficile identificazione citato da varie epigrafi romane e da Plinio il Vecchio, che nella sua Naturalis Historia cita il popolo dei Beruenses; da urbs o civitas Berica sarebbe poi derivato "Berga".

Il colle ha poi dato il nome a tutto il gruppo collinare di cui fa parte, i monti Berici.
Non siamo in possesso di documenti o reperti archeologici relativi a luoghi di culto o insediamenti umani su Monte Berico in epoca antica. Possiamo solo supporre che vi fosse qualcosa, in quanto nell'antichità i colli e i promontori vicini alle città erano spesso coronati da un santuario o da un tempio. Gli storici vicentini hanno parlato di un tempietto ad Apollo e a Diana collocato a protezione della “Vicetia” romana sulle pendici del colle, ma non abbiamo sufficienti elementi per affermarne la veridicità, probabilmente perché i reperti andarono dispersi o perduti.
È sicuro invece che su Monte Berico vi furono luoghi di culto durante il Medioevo. Alle monache benedettine di San Pietro apparteneva una chiesa, pure essa dedicata a questo santo, edificata nel punto più alto del tratto in cui, più tardi, furono costruite le Scalette. Durante il XIV secolo essa fu sede dei Cavalieri della Beata Vergine Gloriosa - detti anche Cavalieri Gaudenti - e venne distrutta durante la guerra della lega di Cambrai.
Alla base occidentale del Monte si trovavano, alla fine del primo millennio, la chiesa, il convento e l'ospizio di San Giorgio. Al di là delle leggende che circondano le origini di questa chiesa, il primo documento che abbiamo in proposito è un privilegio del 983, il quale attesta che il vescovo Rodolfo in quell'anno restituì ai benedettini del monastero dei Santi Felice e Fortunato, insieme con il possesso e i diritti su altri territori, il vantium (cioè un terreno acquitrinoso) Sancti Georgi cum capella. Essi vi si insediarono con l'obiettivo – come in molte altre zone del vicentino - di bonificare la zona paludosa e probabilmente costruirono anche un ospizio destinato ai viandanti che dovevano fermarsi fuori città.

### Età moderna

#### Le fortificazioni
Dopo la dedizione della città alla repubblica di Venezia, questa provvide a rafforzarne le difese racchiudendo, tra l'altro, il Borgo di Berga entro una cinta muraria, che alle pendici di Monte Berico si apriva con due porte, rispettivamente Porta Monte a est e Porta Lupia ad ovest; il Monte però restò sempre al di fuori delle mura e non venne fortificato. Solo intorno al 1480 un piccolo castello fu costruito sull'area dell'antica chiesa di San Pietro in Monte.
A onor del vero si pensò a più riprese - Bartolomeo d'Alviano agli inizi del Cinquecento, poi il Duca d'Urbino e il Sanmicheli alla metà del secolo - alla costruzione di mura che inglobassero una parte del colle a difesa della città ma, dapprima la guerra di Cambrai, poi l'opposizione dei proprietari vicentini, forse anche l'evoluzione delle armi da fuoco che rendeva sempre più difficile costruire valide difese, scoraggiarono l'attuazione di questi progetti.

#### Il santuario della Madonna

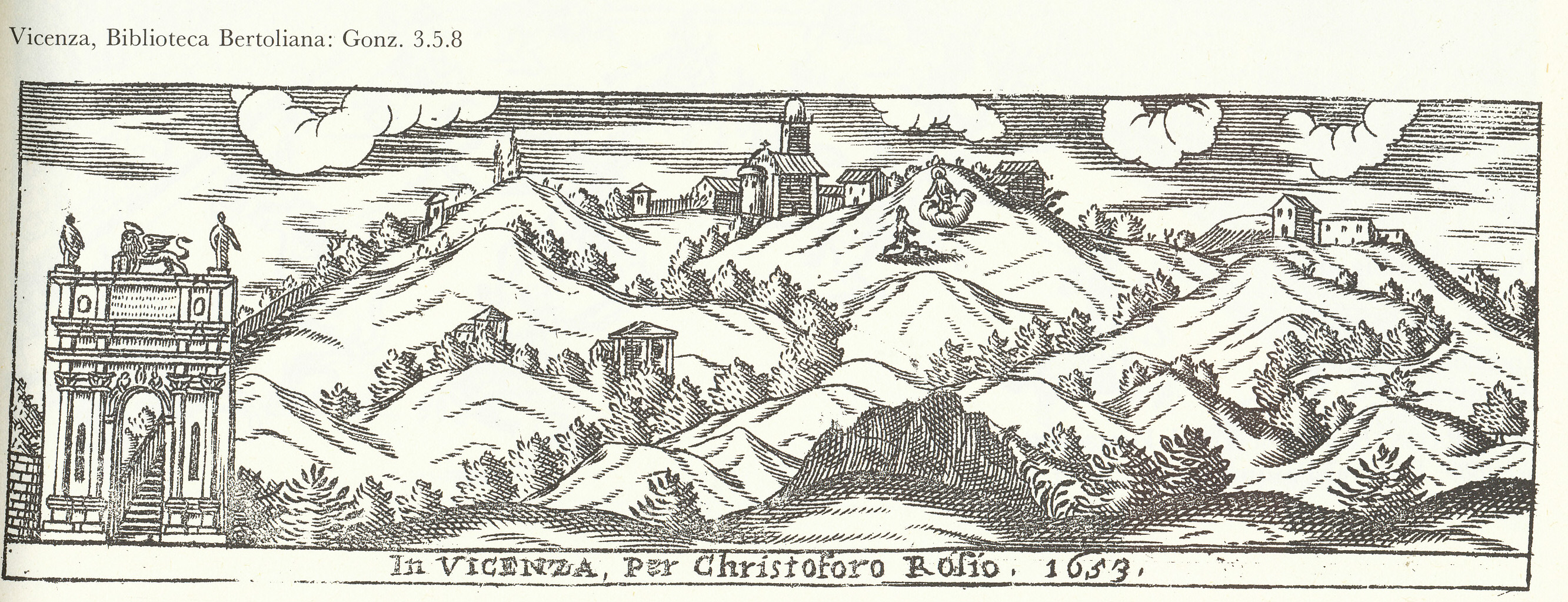
Incisione di Cristoforo Rosio, 1653, che rappresenta il monte, la chiesa e l'apparizione della Madonna

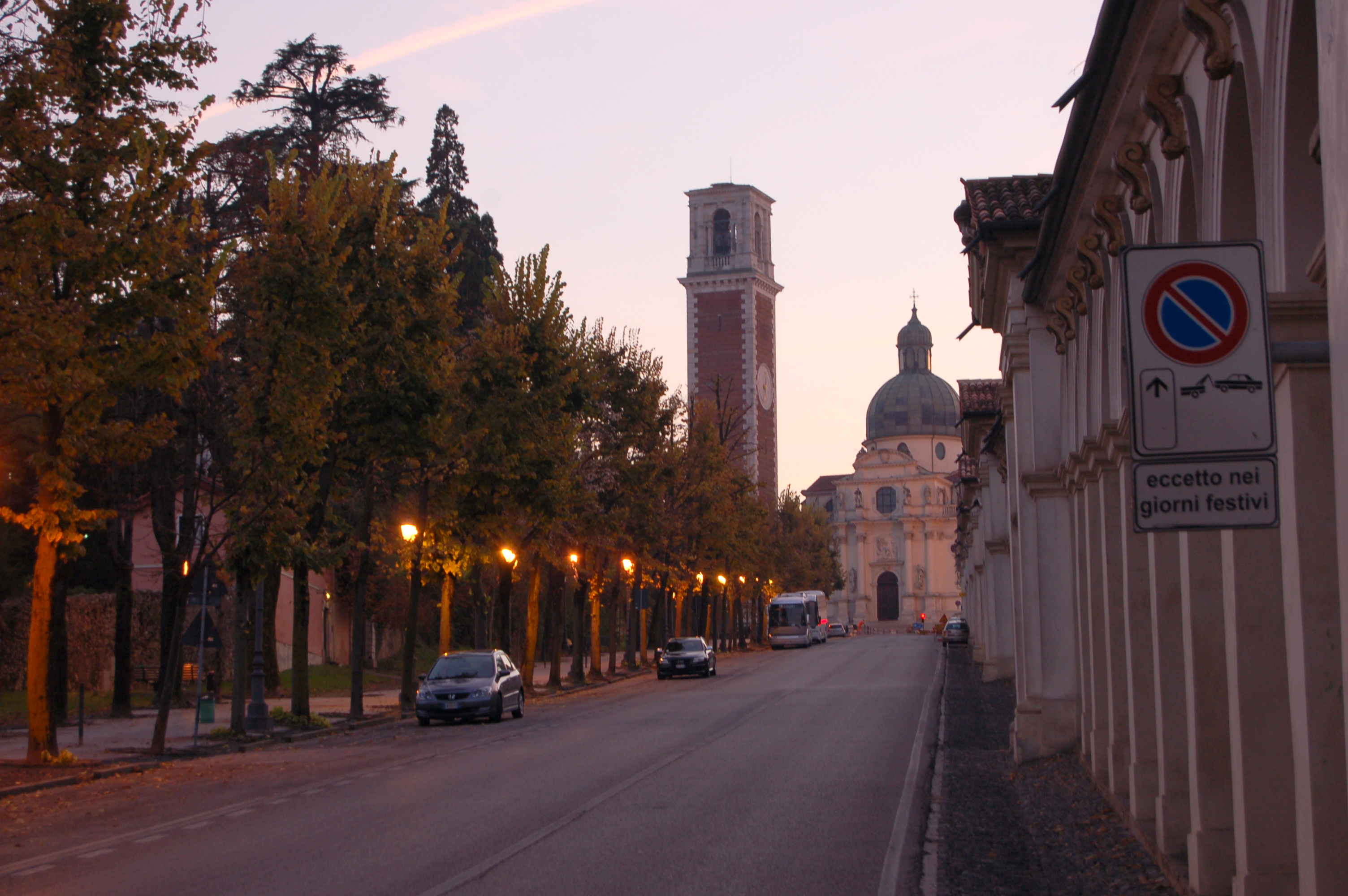
Viale X Giugno e salita al santuario

La grande novità che, invece, caratterizzò il Monte dal XV secolo in poi - al punto da farlo chiamare anche nei documenti ufficiali Mons Sanctum - fu la costruzione nel 1428 della chiesa dedicata a Sancta Maria de gratia, cioè alla Madonna invocata come speciale protettrice della città, in particolare durante le ricorrenti carestie ed epidemie di peste che durarono fino al 1632.
Nel corso dei secoli la chiesa - il Santuario della Madonna di Monte Berico - venne sempre più ampliata e abbellita, in particolare per gli interventi del Andrea Palladio intorno al 1578-79 e il rifacimento del Borella tra il 1688 e il 1703, quando il grande corpo barocco sormontato dalla cupola fu aggiunto alla prima chiesa gotica.

#### L'Arco e le Scalette

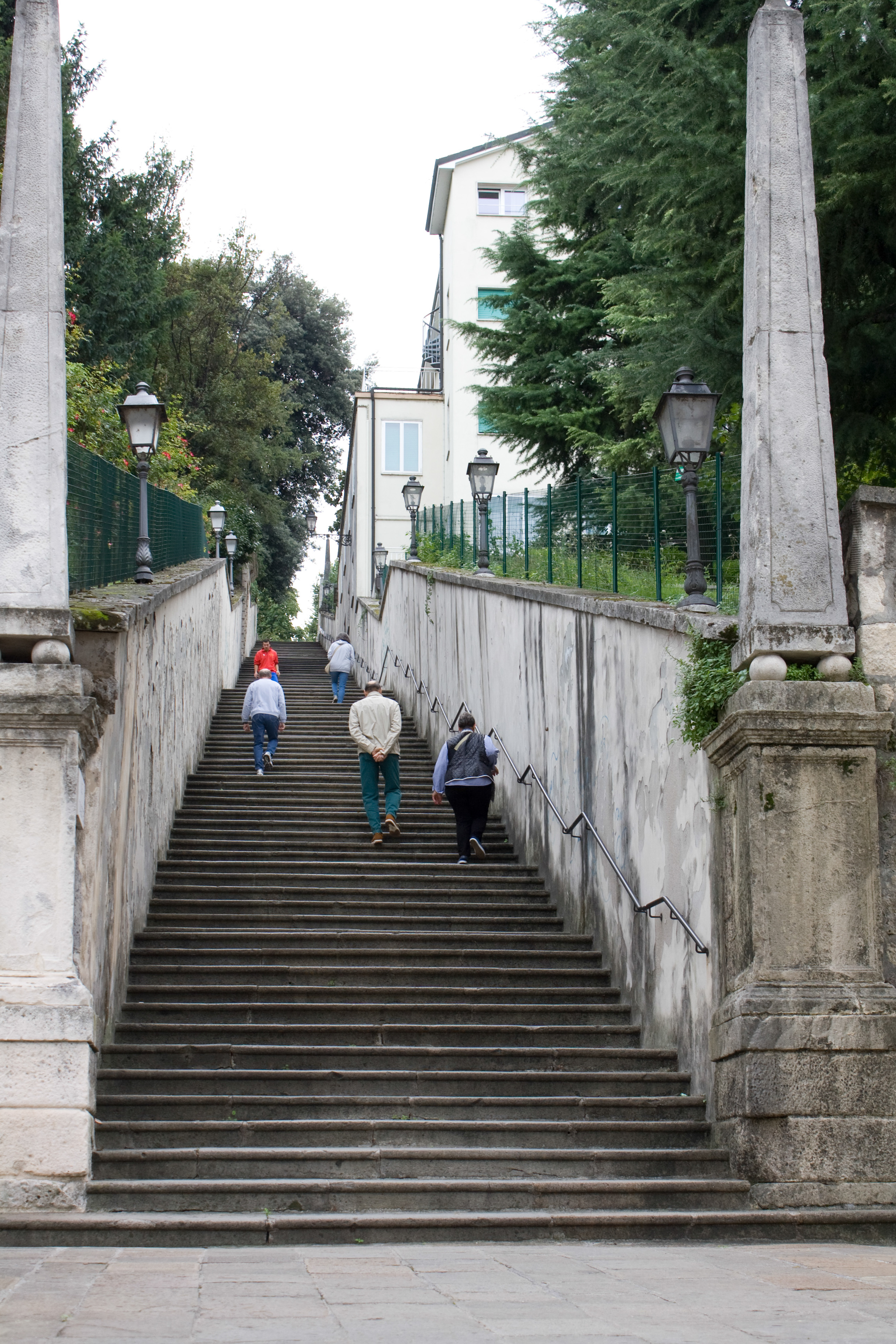
Vicenza - Monte Berico - Scalette

Per andare dal centro della città verso il santuario, la gente percorreva la contrada di Santa Caterina e di Ognissanti, usciva per la veneziana porta di Monte, passava - dopo la sua costruzione nel 1595 - sotto l'Arco delle Scalette, saliva i 192 gradini delle Scalette suddivisi in rampe, proseguiva per un tratto pianeggiante fino alla cappella del Cristo e infine saliva per l'ultimo tratto fiancheggiato, sulla sinistra, da un porticato a colonne di pietra sormontato da archi, alla rustica - demolito nel 1817 - anch'esso attribuito al Palladio.
Dopo il 1614, lungo questo percorso furono costruite - su progetto dell'architetto Natale Baragia e a spese del P. Bartolomeo Ghellini - 15 cappellette disseminate lungo il percorso, nelle quali erano dipinti i misteri del rosario. Ormai cadenti per vetustà furono demolite dopo la costruzione dei portici settecenteschi e le scene del rosario furono dipinte nelle lunette sotto gli archi di sosta sotto i portici.

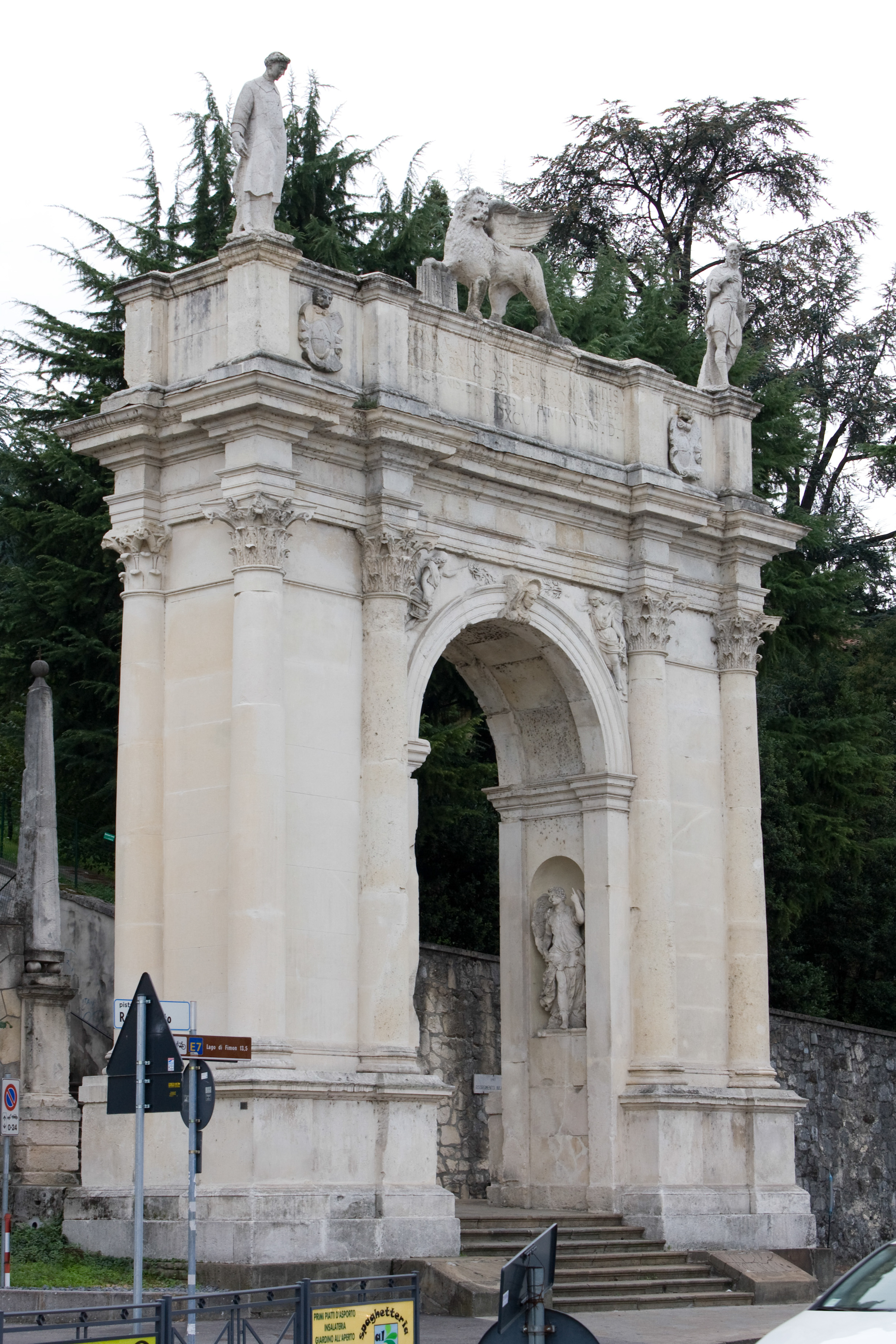
Arco delle Scalette
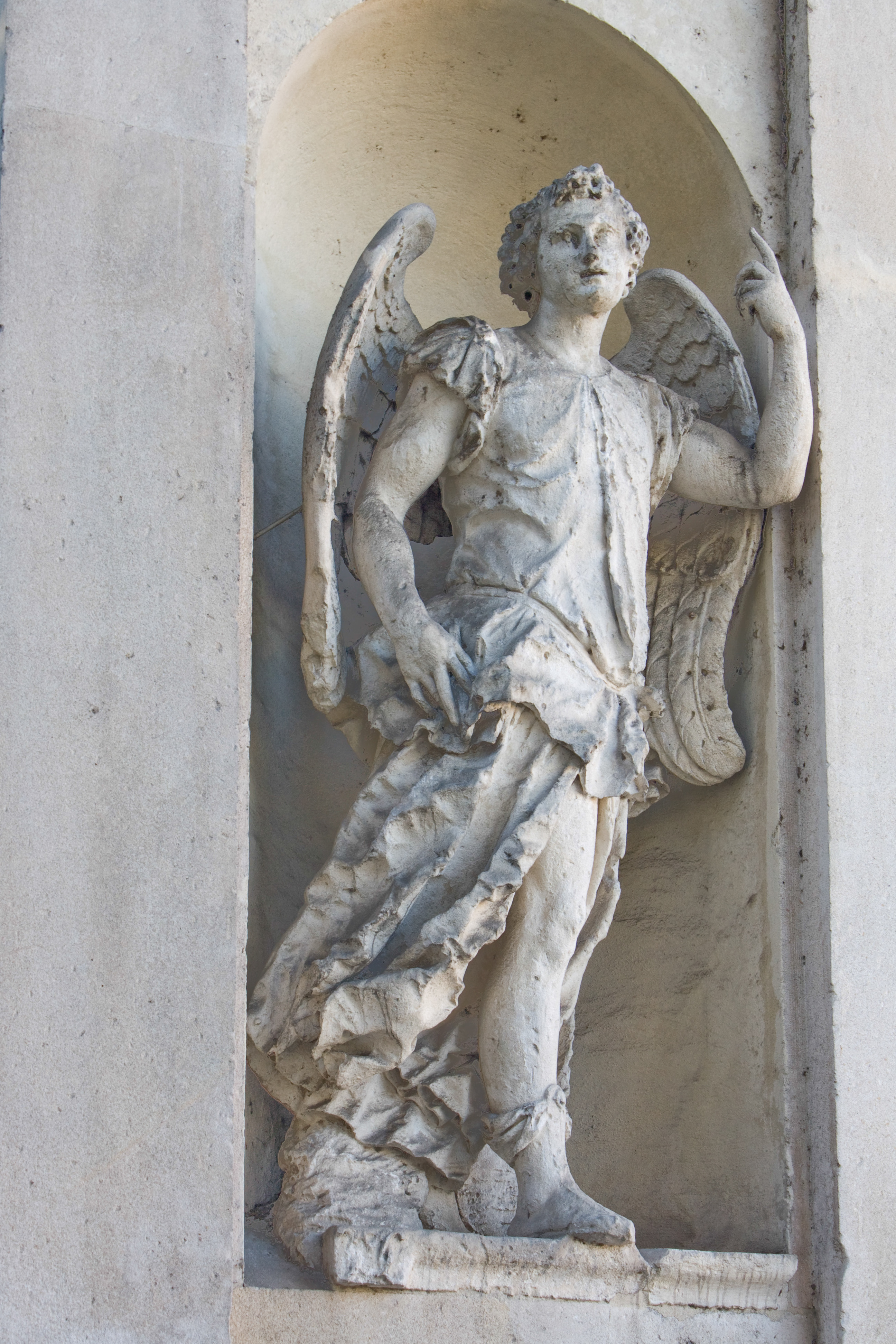
Arco delle Scalette, particolare
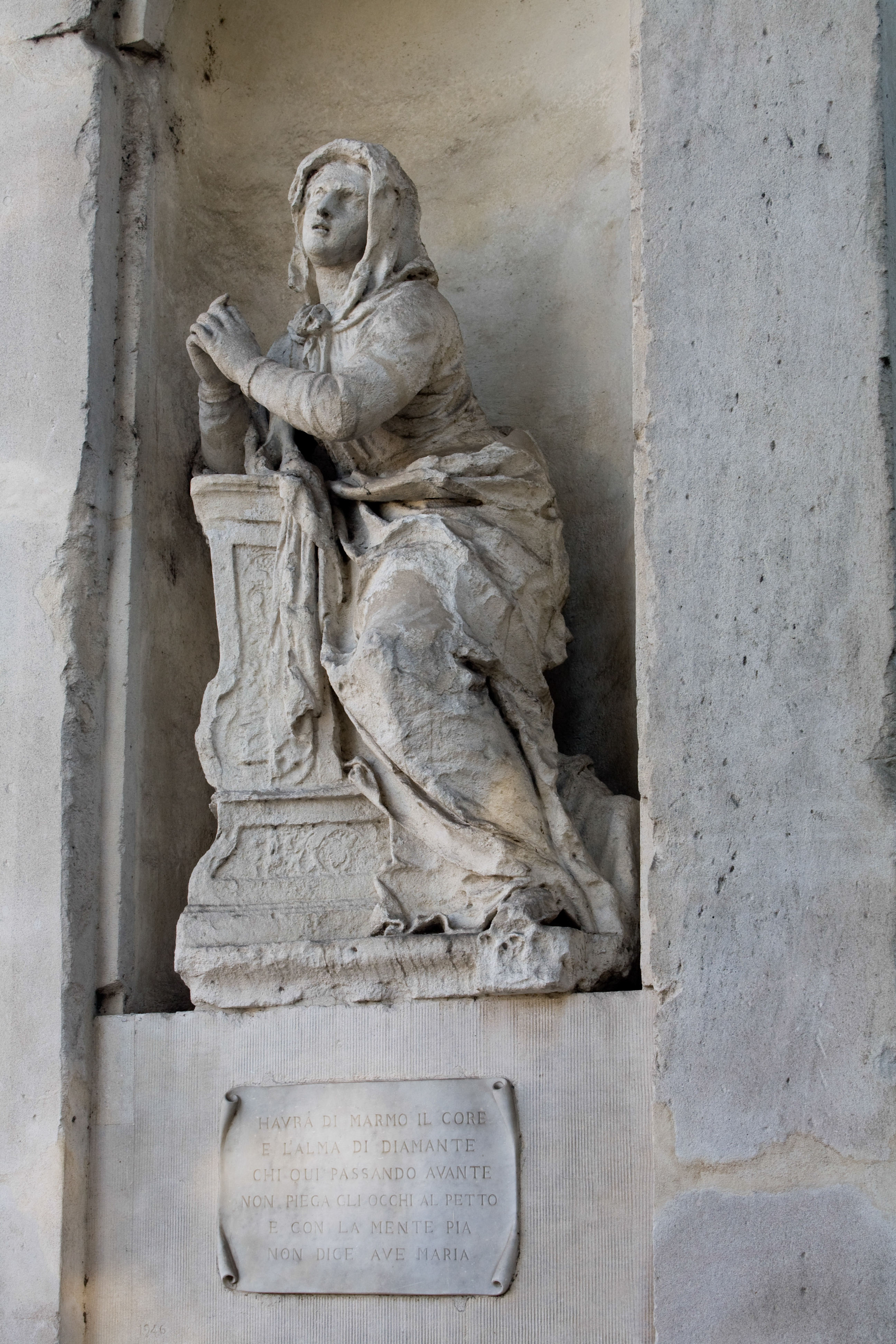
Arco delle Scalette, particolare
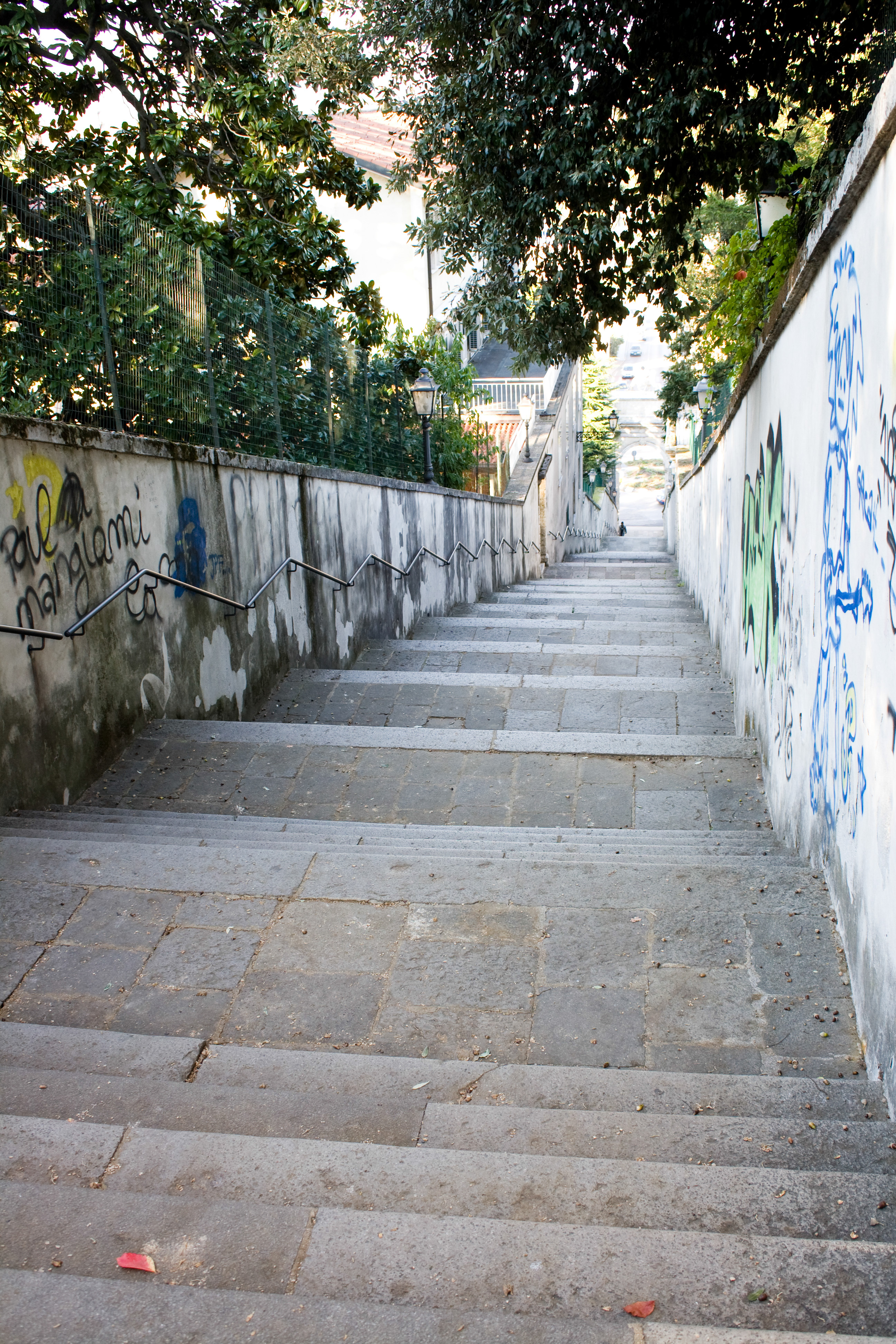
Scalette
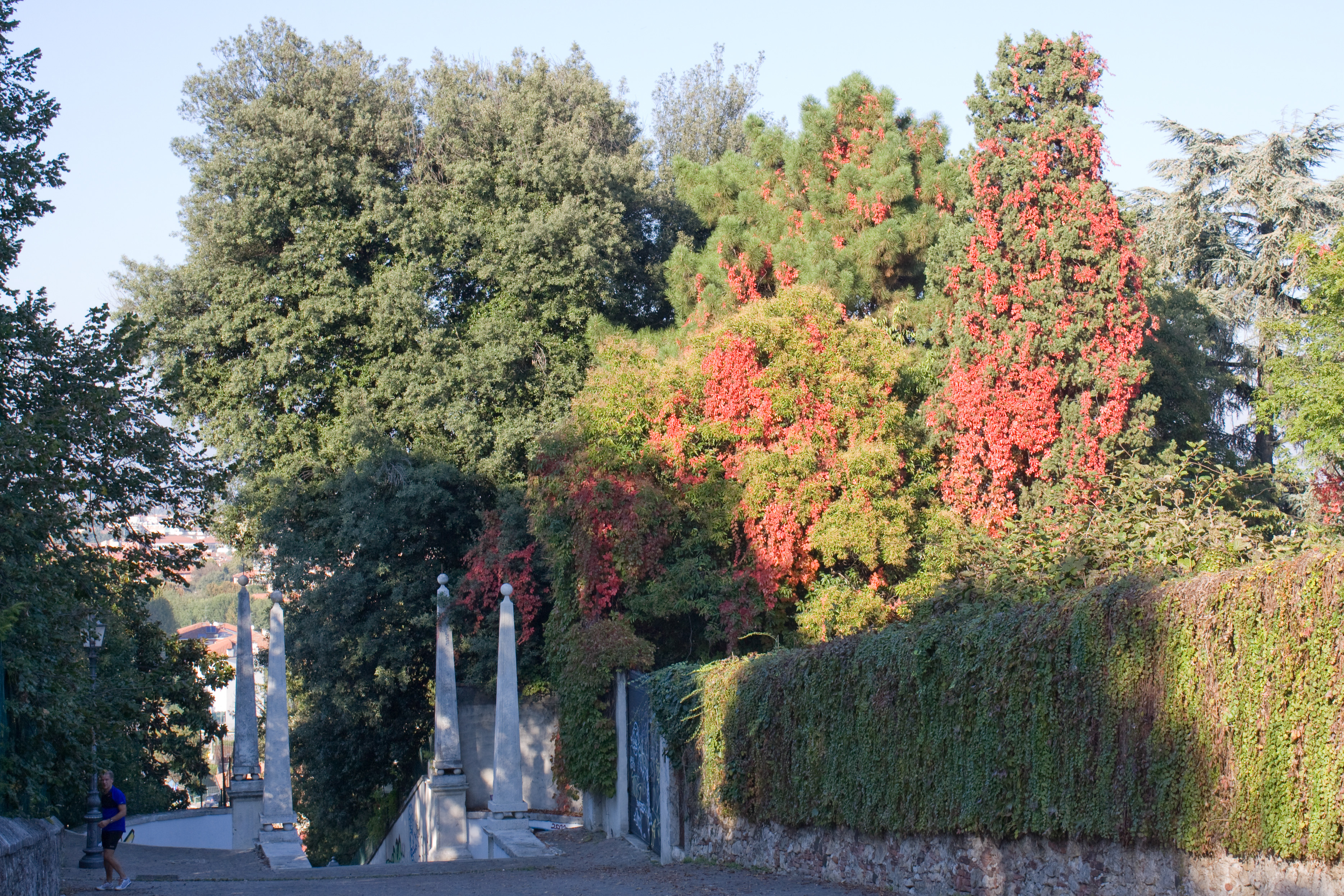
Scalette viste dalla sommità

#### I Portici

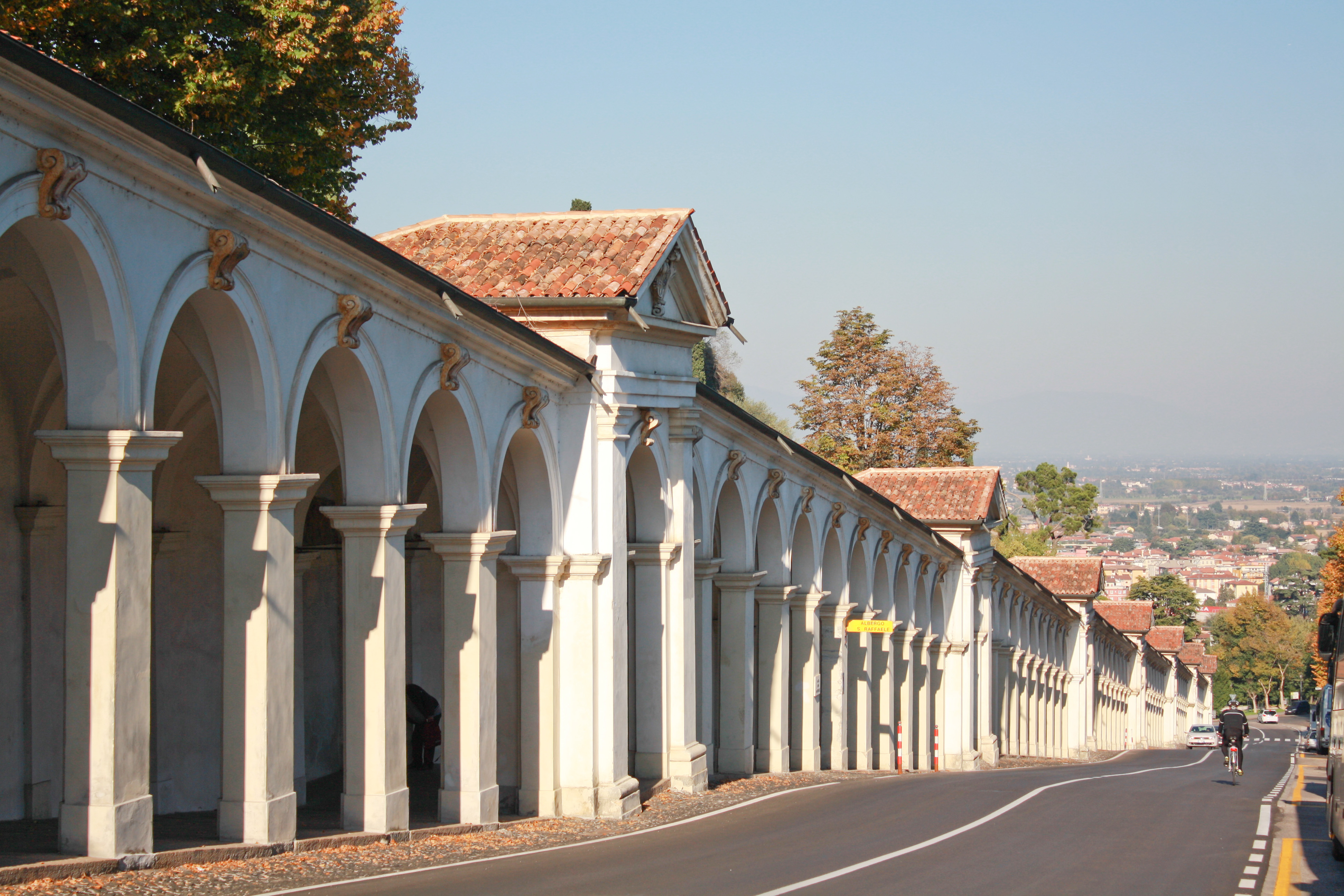
Portici - Tronco superiore

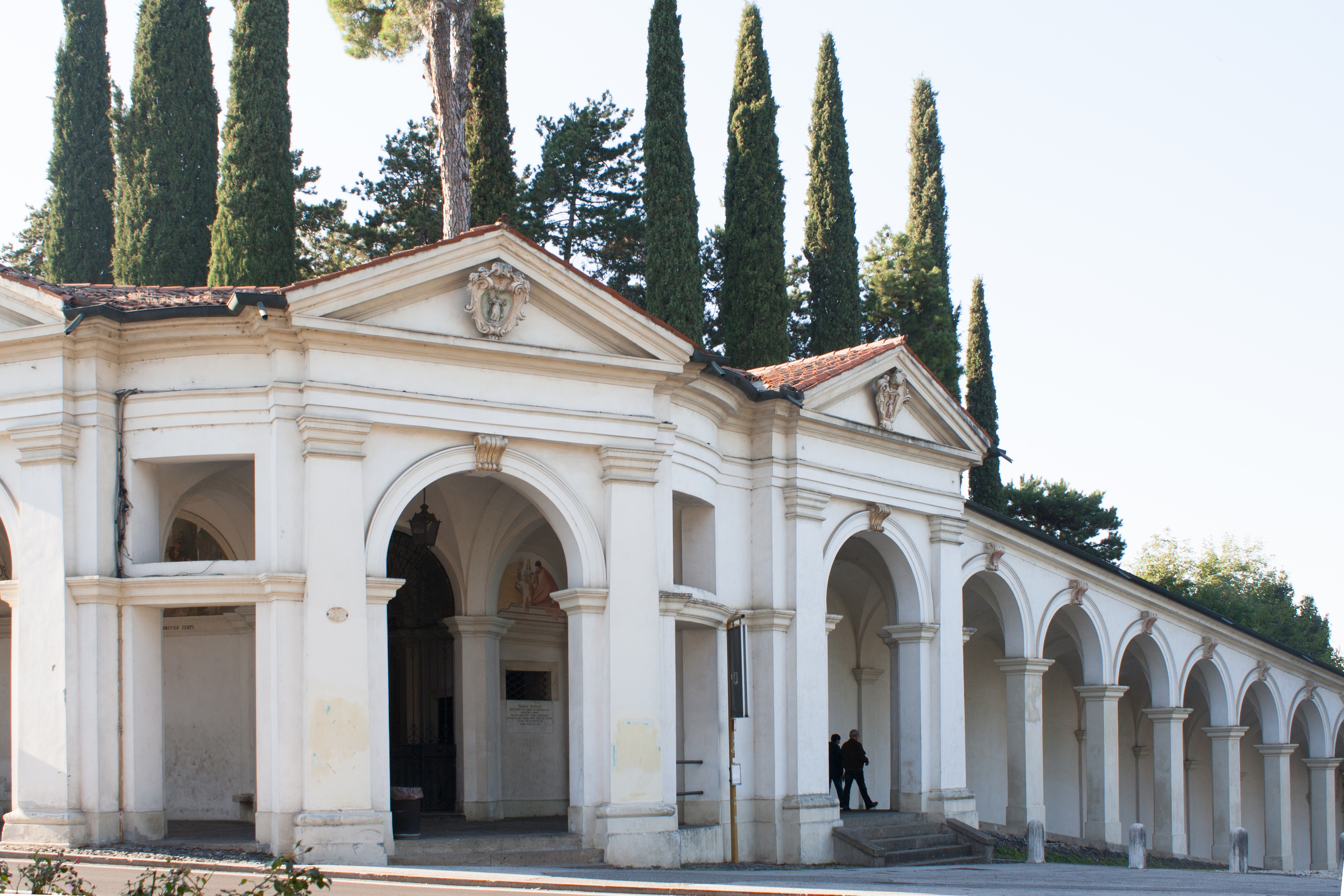
Portici - Il Cristo

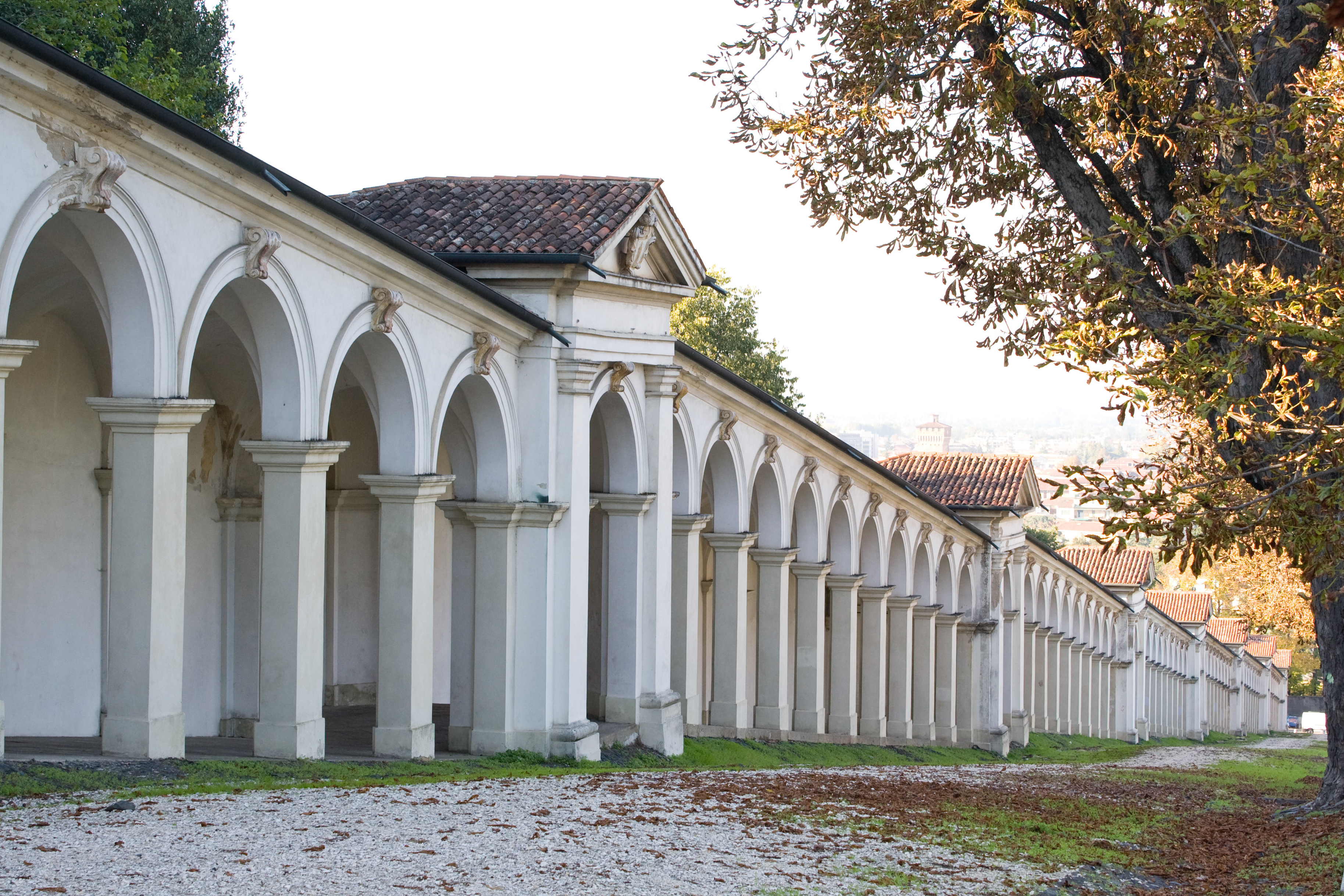
Portici - Tronco inferiore

Dopo il rifacimento del santuario da parte del Borella si fece ancor più vivo il problema, peraltro sentito da tempo, di costruire un adeguato ed eventualmente nuovo percorso che dalla città conducesse alla chiesa. Già nel 1624 le Scalette avevano dovuto essere riparate, perché ridotte in pessime condizioni e nel 1703 se ne constatava la quasi totale impraticabilità; anche il porticato era ormai fatiscente. D'altra parte l'uscita dalla città attraverso la porta Lupia era temporaneamente impedito per ragioni di sanità.
Stese il progetto del nuovo percorso l'architetto Francesco Muttoni, dopo una ponderata riflessione durata molti anni - dal 1717 al 1741 - di riflessione ma anche di vivace polemica, condotta in particolare da una fazione capeggiata dall'umanista Enea Arnaldi.
Mentre quest'ultimo avrebbe preferito valorizzare il tradizionale e lungo percorso di porta Monte e delle Scalette - eventualmente coprendole con un porticato - il Muttoni propose un percorso più breve, che dal centro usciva per porta Lupia - non da Campo Marzo, perché non vi era ancora un ponte che valicasse il Retrone - e di lì saliva alla cappella del Cristo.
La questione fu affidata all'arbitrato del professore padovano Giovanni Poleni che la risolse in favore del Muttoni, in ragione degli aspetti funzionali e delle implicazioni urbanistiche del suo progetto
I lavori di costruzione dei portici furono iniziati nel 1746; mentre quelli del primo tratto - dal santuario al Cristo - furono realizzati in un paio d'anni, quelli del secondo - dal Cristo alla base - si conclusero solo intorno al 1780, ben oltre la morte dell'architetto, avvenuta nel 1747.
I portici hanno uno sviluppo di 700 metri con 150 arcate, ripartite a gruppi di 10, ognuno dei quali con un breve ripiano a forma di piccola cappella, a simboleggiare i 15 misteri e le Ave Marie del Rosario. Dal punto di vista religioso i portici intendevano predisporre l'animo dei pellegrini alla preghiera e alla devozione; a questo scopo il Muttoni, specialmente nelle cappelle, si avvalse di un sobrio stile neoclassico scamozziano rinforzato, con il ripetitivo allineamento architettonico, da un razionalismo illuminista tipico della Vicenza del Settecento.
Alla base del braccio inferiore stava la seicentesca villa Volpe con il suo grandioso parco che andava fino a porta Lupia. I portici venivano ad inserirsi come un prezioso elemento architettonico in un contesto di natura, corrispondente allo spirito del tempo, che tendeva alla commistione armoniosa dei due elementi.

### Epoca contemporanea

#### Le vie dei pellegrini

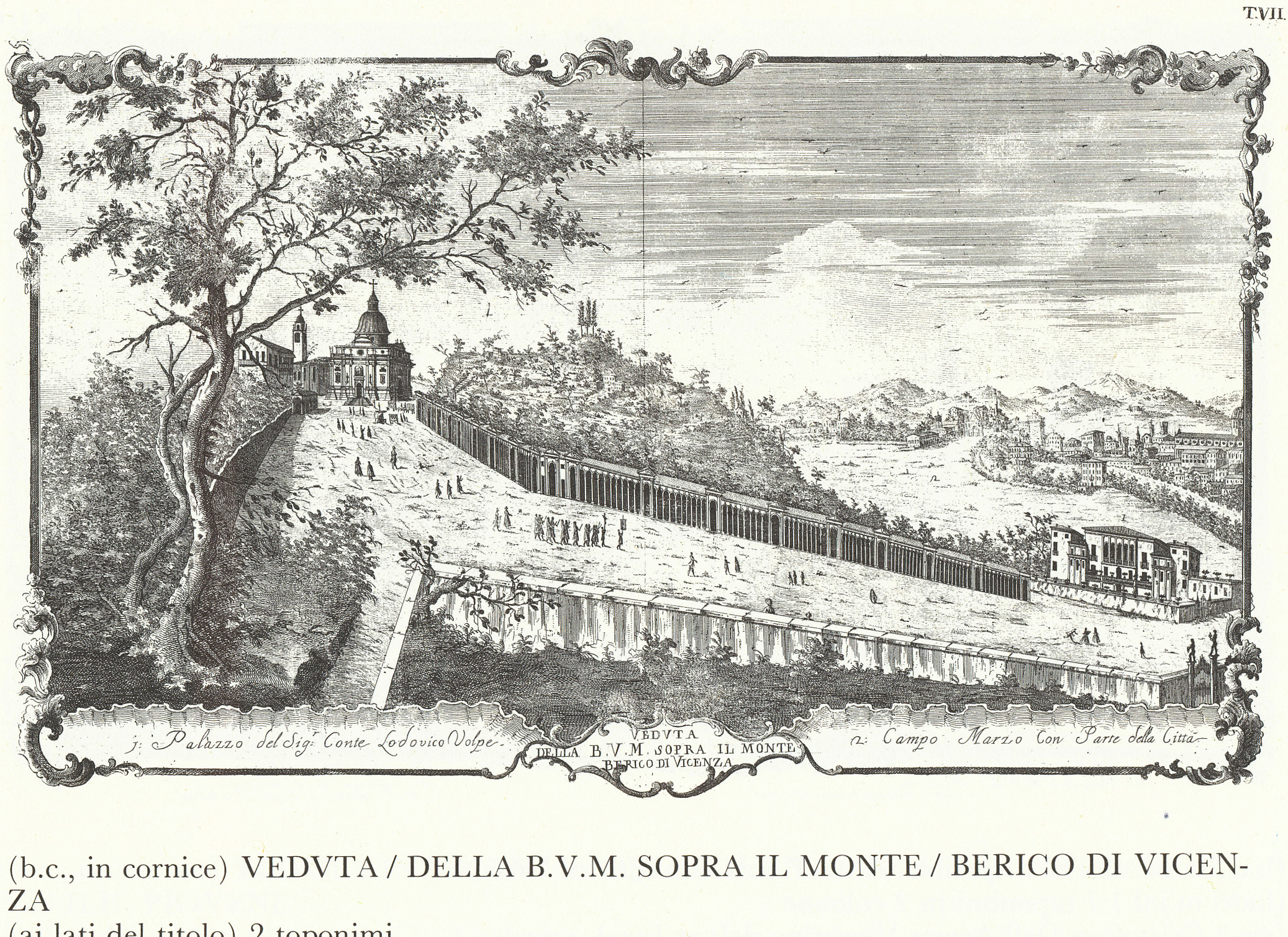
Incisione di Cristoforo Dall'Acqua, seconda metà del XVIII secolo, che rappresenta i percorsi devozionali verso il santuario di Monte Berico

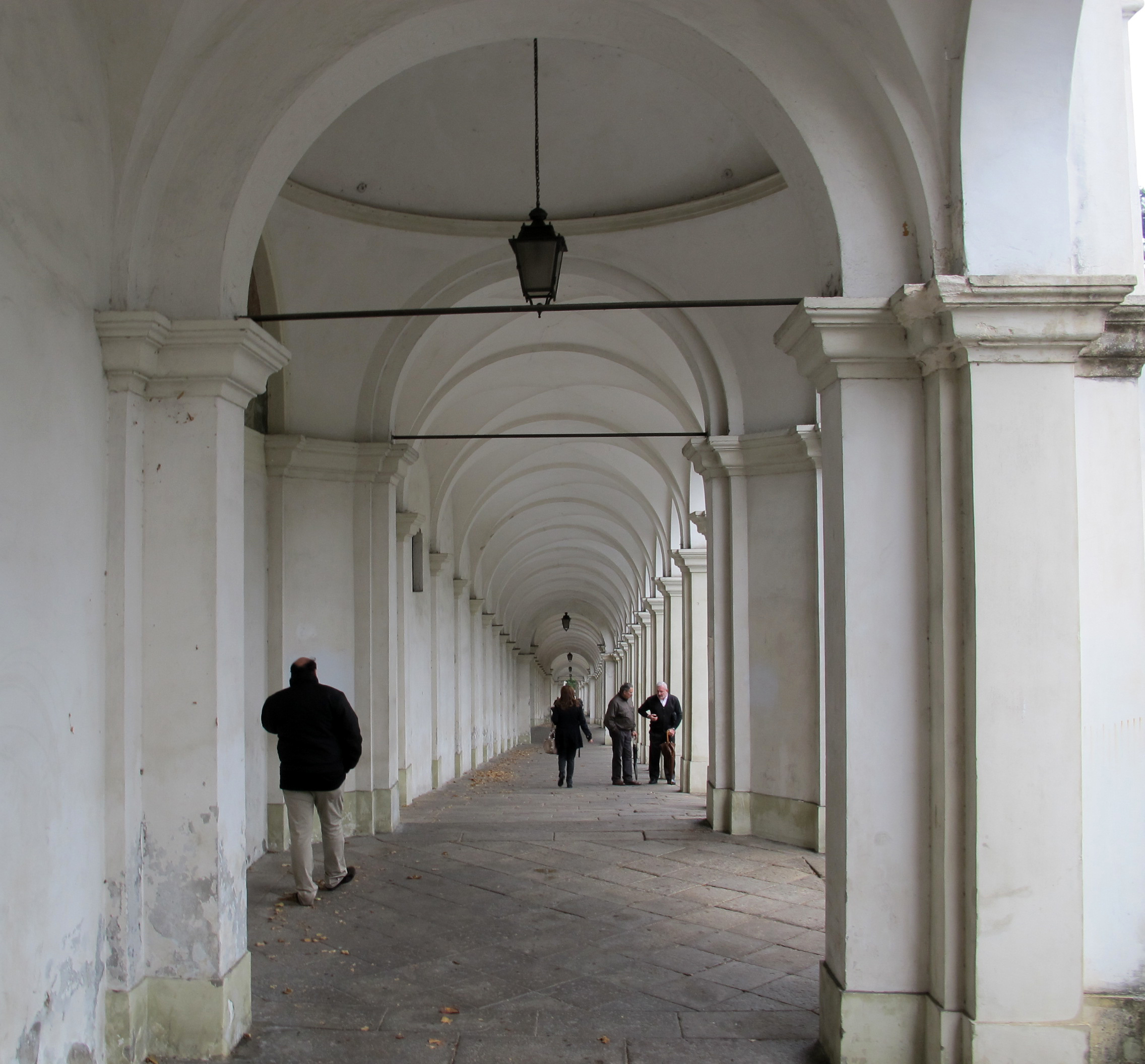
I portici di Monte Berico

Questo percorso fu molto valorizzato, dapprima con la sistemazione di contrà Valmerlara e della salita di Santa Libera, poi nel corso dell'Ottocento con il collegamento della città attraverso la diagonale di Campo Marzo e la costruzione del ponte sul Retrone.
Un primo ponte in legno fu costruito nel 1804 per la visita dell'arciduca Giovanni d'Austria, ampliato e irrobustito con sostituzioni in muratura nel 1816 in occasione della visita a Vicenza dell'allora imperatore Francesco I; una decina d'anni dopo fu ricostruito in pietra e mattoni secondo l'armonioso disegno di Bartolomeo Malacarne, per raccordare il viale con i portici.
Il percorso delle Scalette, per contrapposto, si venne progressivamente isolando dal contesto urbano. Esse vennero restaurate nella prima metà del Settecento, poco prima della costruzione dei portici quindi - con una spesa non da poco - costruendo gli scalini, restaurando anche l'arco e aggiungendo altre decorazioni. Però questo percorso venne sempre meno usato: già si trovava fuori da un borgo poco frequentato - quello di Santa Caterina - e a partire dall'Ottocento il passaggio da porta Monte all'Arco delle Scalette venne interrotto da un piazzale, ora Fraccon, sempre più di grande traffico di scorrimento, specialmente dopo che fu costruita via del Risorgimento.
Anche dal punto di vista estetico, mentre le Scalette si rinserrano in un incavo di monte, "il portico del Muttoni si apre tutto immediatamente sin dalle prime battute al respiro del paesaggio". La bella strada coperta, oltre ad incanalare i pellegrini di tutti giorni, cominciò a servire nelle festività per le rivendite di oggetti religiosi, divenne il percorso delle cerimonie e processioni integrandosi perfettamente nella complessa organizzazione culturale del santuario.

#### Le ville sul monte
Forse la prima importante villa costruita sulle pendici orientali del Monte, nella seconda metà del Cinquecento, fu Villa Almerico Capra detta la Rotonda, che restò a lungo isolata, incastonata in un panorama di rara bellezza, circondata dalla campagna, dalla Valletta del Silenzio e dalla collina. Seguì, nel secolo successivo, la costruzione della Villa Valmarana ai Nani e, poco oltre il santuario sul colle Ambellicopoli, della Villa Guiccioli, ora sede del Museo del Risorgimento e della Resistenza.
Ai piedi di Monte Berico, verso Campo Marzo, fu costruita nel Seicento Villa Volpe (ora Brusarosco), costituita da un corpo centrale con due logge laterali sporgenti. Concepita per essere ammirata dal vasto spazio antistante prima di iniziare la salita, fu valorizzata nella seconda metà del Settecento dal primo tratto dei portici, ma snaturata qualche decennio più tardi dalla costruzione della ferrovia e dell'incrocio stradale di Santa Libera.
Quanto alle pendici del Monte prospicienti la città, a partire dal Seicento sono documentate alcune costruzioni civili - a metà delle Scalette la famiglia Gislardi aveva costruito una palazzina, poi passata in proprietà dei Chiericati, e alla sommità si incontravano due casini dei Piovene e la casa di un certo Antonio Scola - ma sostanzialmente, fino a tutto il Settecento, mancavano abitazioni stabili di famiglie. Verso le Scalette esisteva la Villa Camerini-Gonzaga, forse la più antica perché costruita alla fine del Seicento.

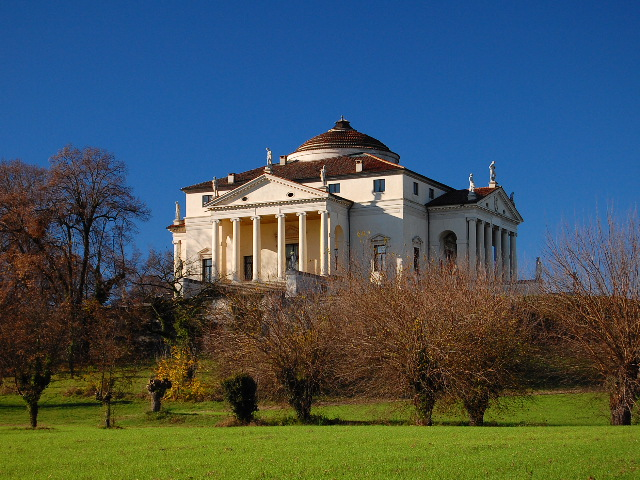
La Rotonda, vista dalla Riviera Berica
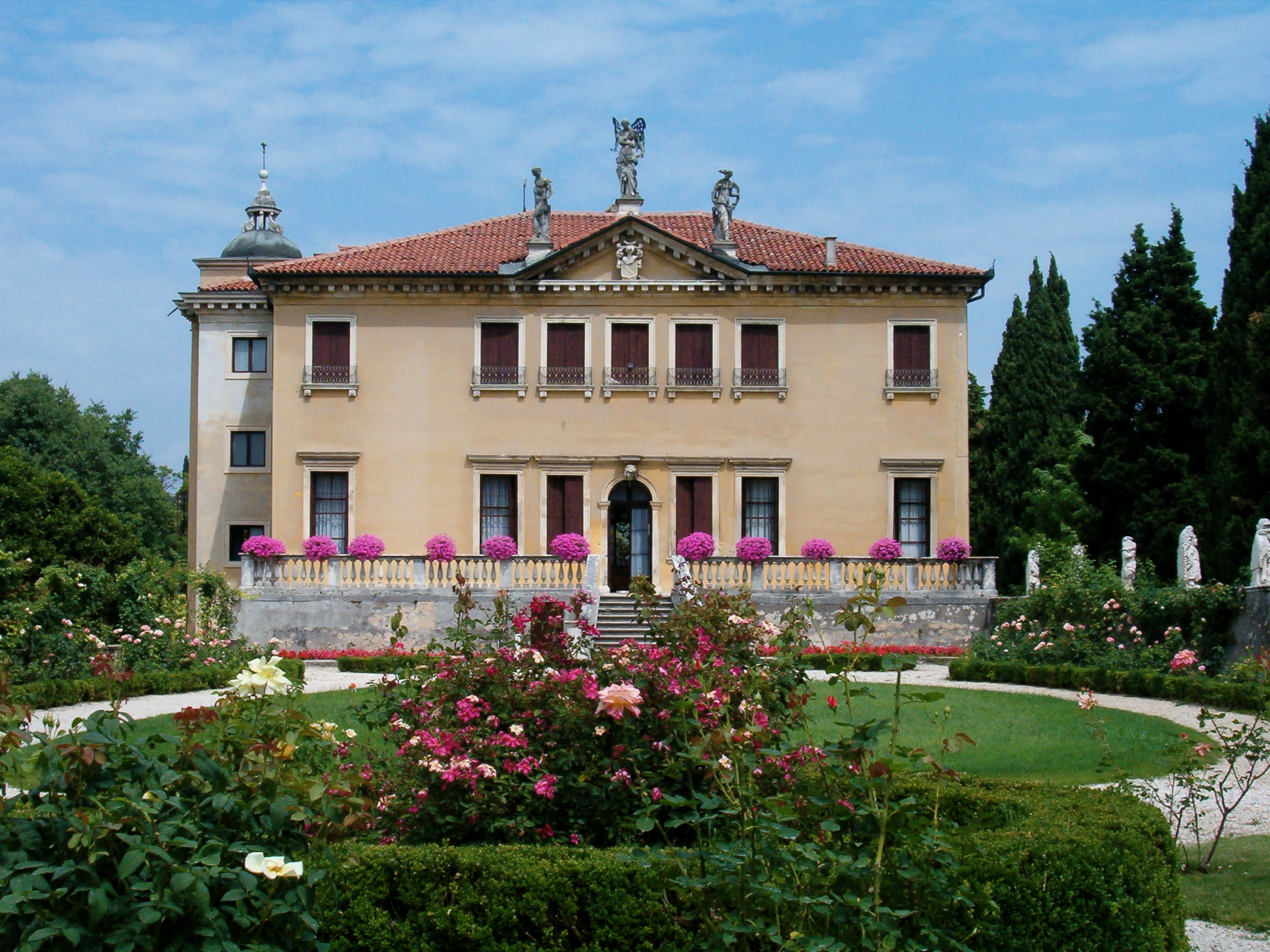
Villa Valmarana ai Nani
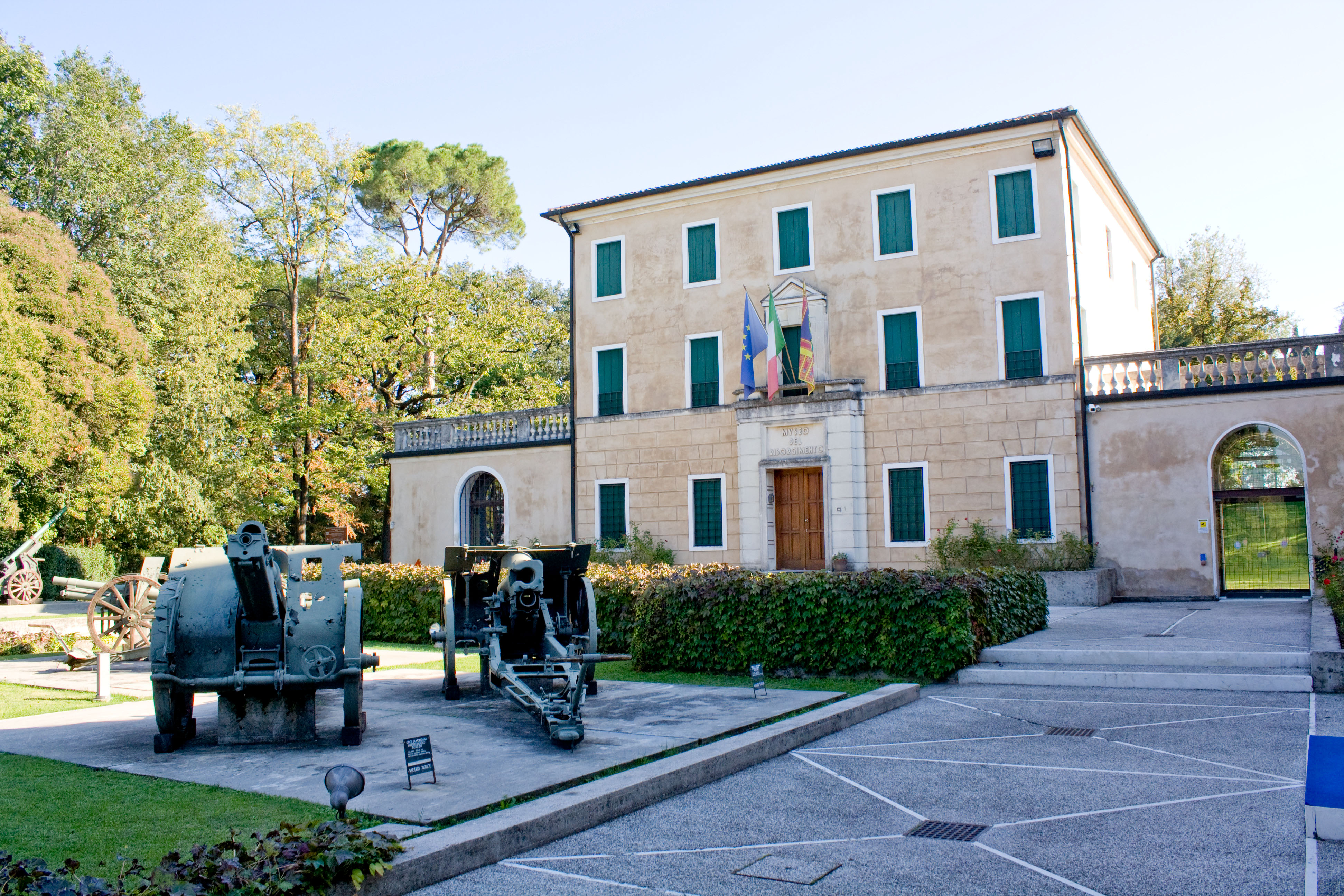
Villa Guiccioli
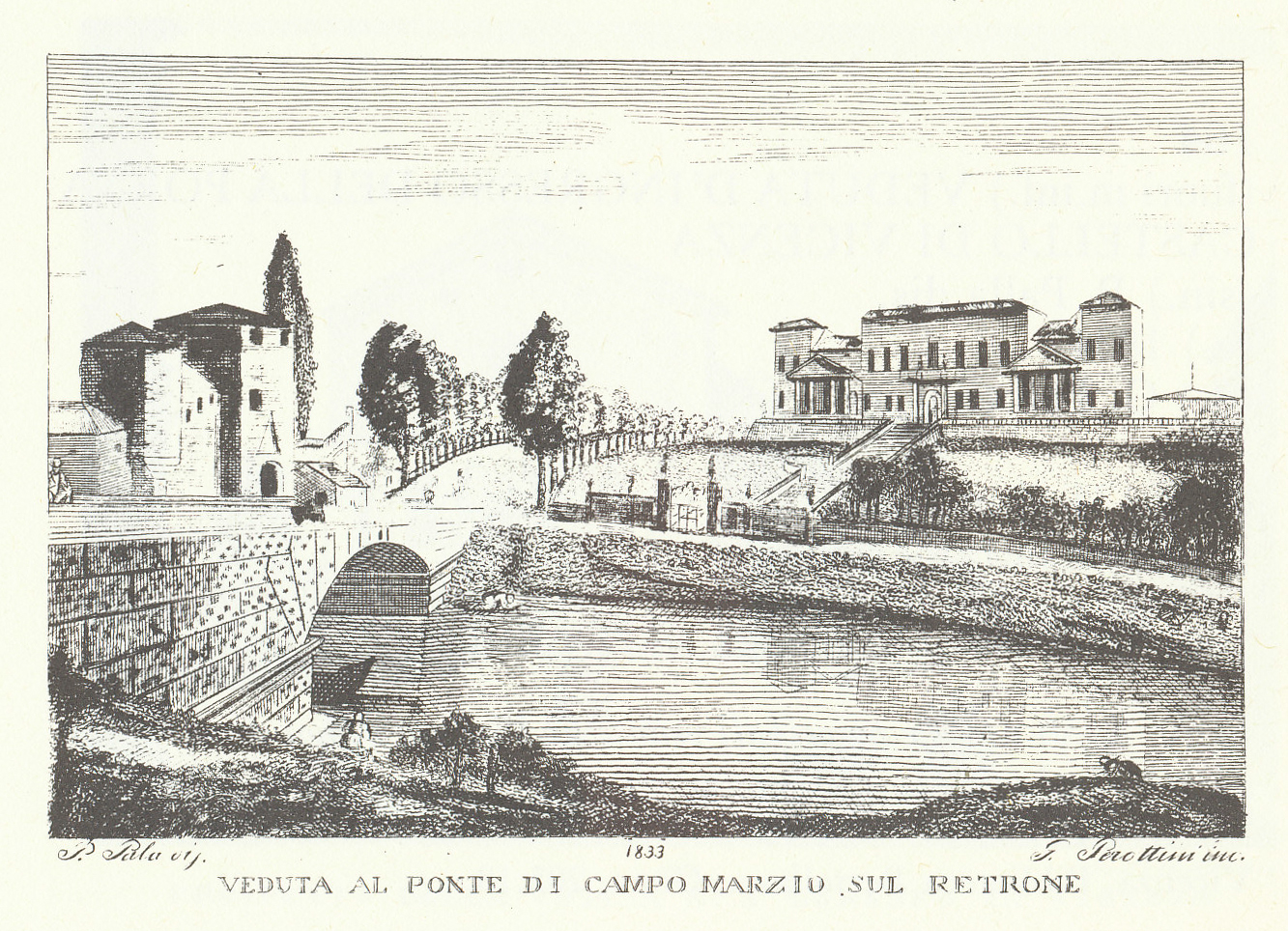
Villa Volpe, sovrastante Porta Lupia, in un'incisione dell'Ottocento

#### La sistemazione più recente del santuario
Finiti gli anni turbolenti della sottomissione ai francesi e della soppressione degli ordini religiosi e quindi anche del convento dei Serviti di monte Berico, venne iniziata la sistemazione del santuario - su iniziativa dei pochi frati che ancora resistevano sul posto e finanziata dalle sole elemosine dei fedeli - che gli diede l'aspetto con cui si presenta al giorno d'oggi. Furono utilizzati i disegni dell'architetto Giacomo Verda, approvati dall'Accademia di belle arti di Venezia, mentre, abbattuto il campanile quattrocentesco, ne fu costruito uno nuovo progettato dall'architetto Antonio Piovene.

#### Il Risorgimento a Monte Berico
Monte Berico fu, il 10 giugno del 1848, teatro di una battaglia che segnò le sorti di Vicenza, ribellatasi al dominio austriaco qualche mese prima.
La città era difesa dalle truppe ex pontificie e da volontari. I colonnelli Enrico Cialdini e Massimo d'Azeglio avevano il compito di difendere Monte Berico, potendo contare su circa 4.000 uomini. L'esercito austriaco avanzò verso Vicenza da sud-est con una manovra a tenaglia e impegnò in battaglia le difese italiane presso la Rotonda, riuscendo a scalzare i volontari romani che ripiegarono su Villa Valmarana e, nel pomeriggio, verso il santuario; qui però arrivarono ben presto gli austriaci, che puntarono i cannoni contro la città, sfruttando la posizione elevata.
A questo punto il generale Durando ritenne perduta la battaglia e dichiarò necessaria la resa. All'una di notte gli austriaci cessarono il bombardamento e, iniziate le trattative, concessero all'esercito pontificio di ritirarsi a sud del Po, dopo aver sottoscritto l'impegno di non combattere più per tre mesi. Gli italiani ebbero 293 morti e 1.665 feriti, gli austriaci 141 morti, 541 feriti e 140 dispersi.

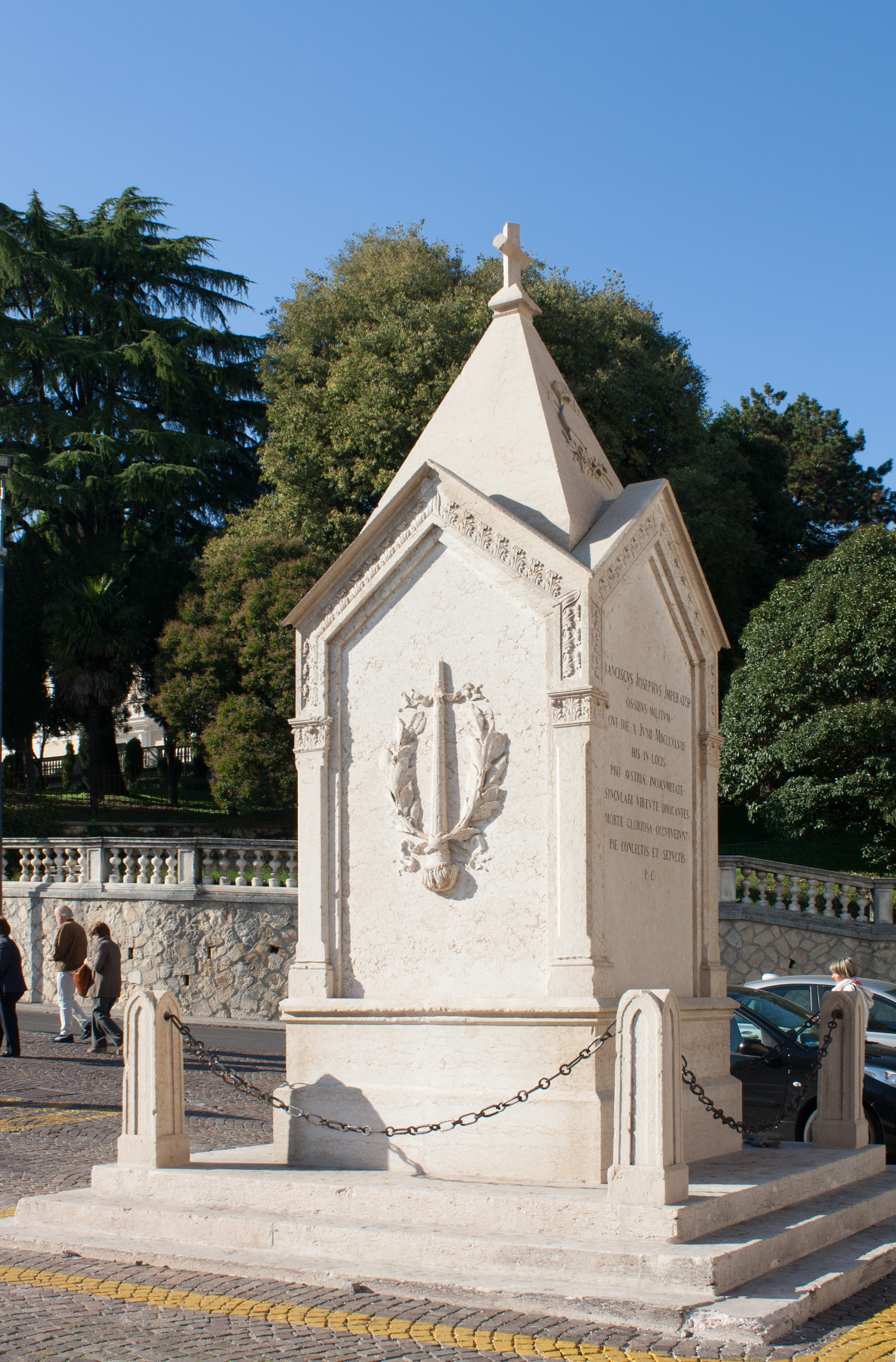
Cippo austriaco in ricordo dei caduti nella battaglia del 10 giugno 1848
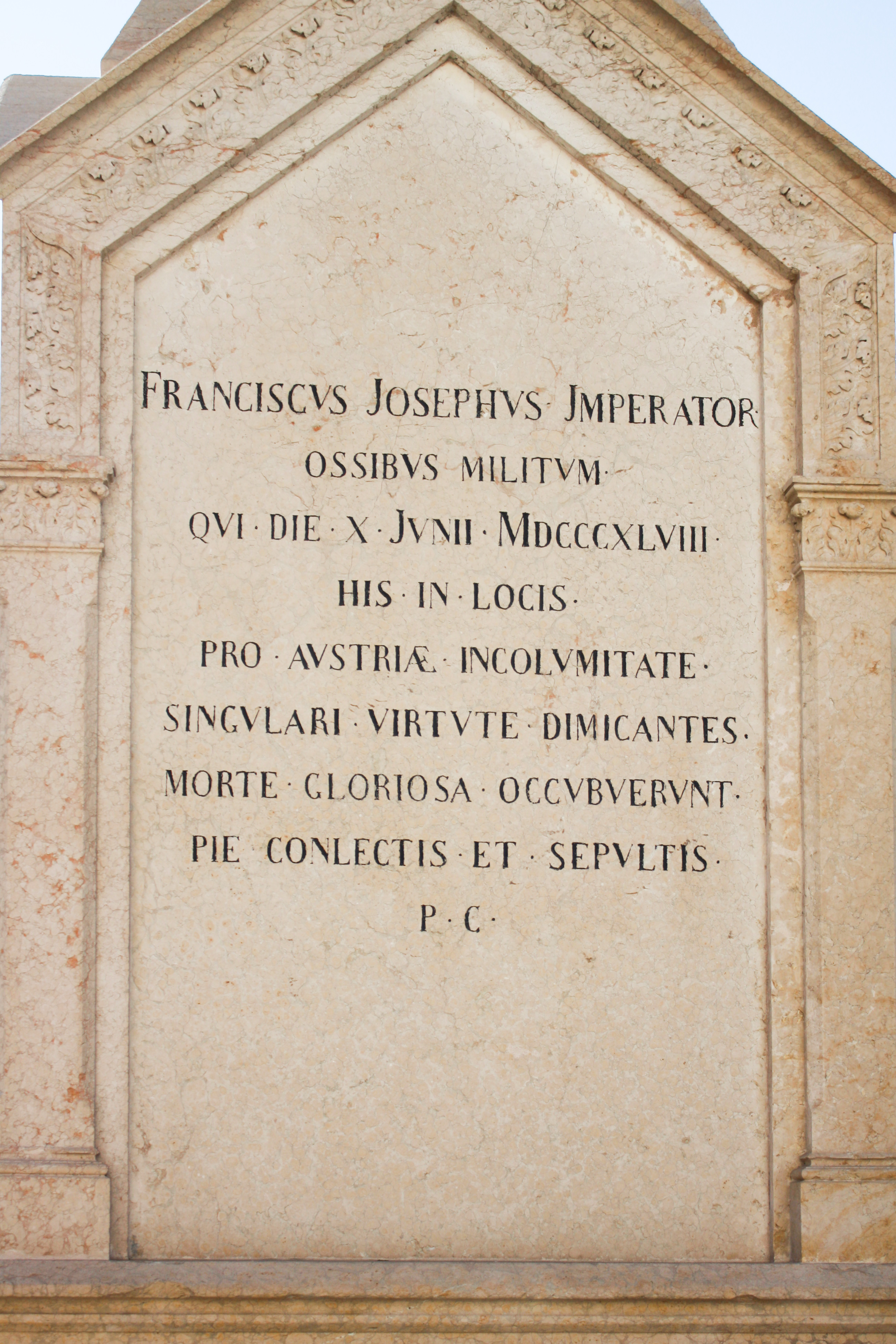
Lapide del cippo austriaco
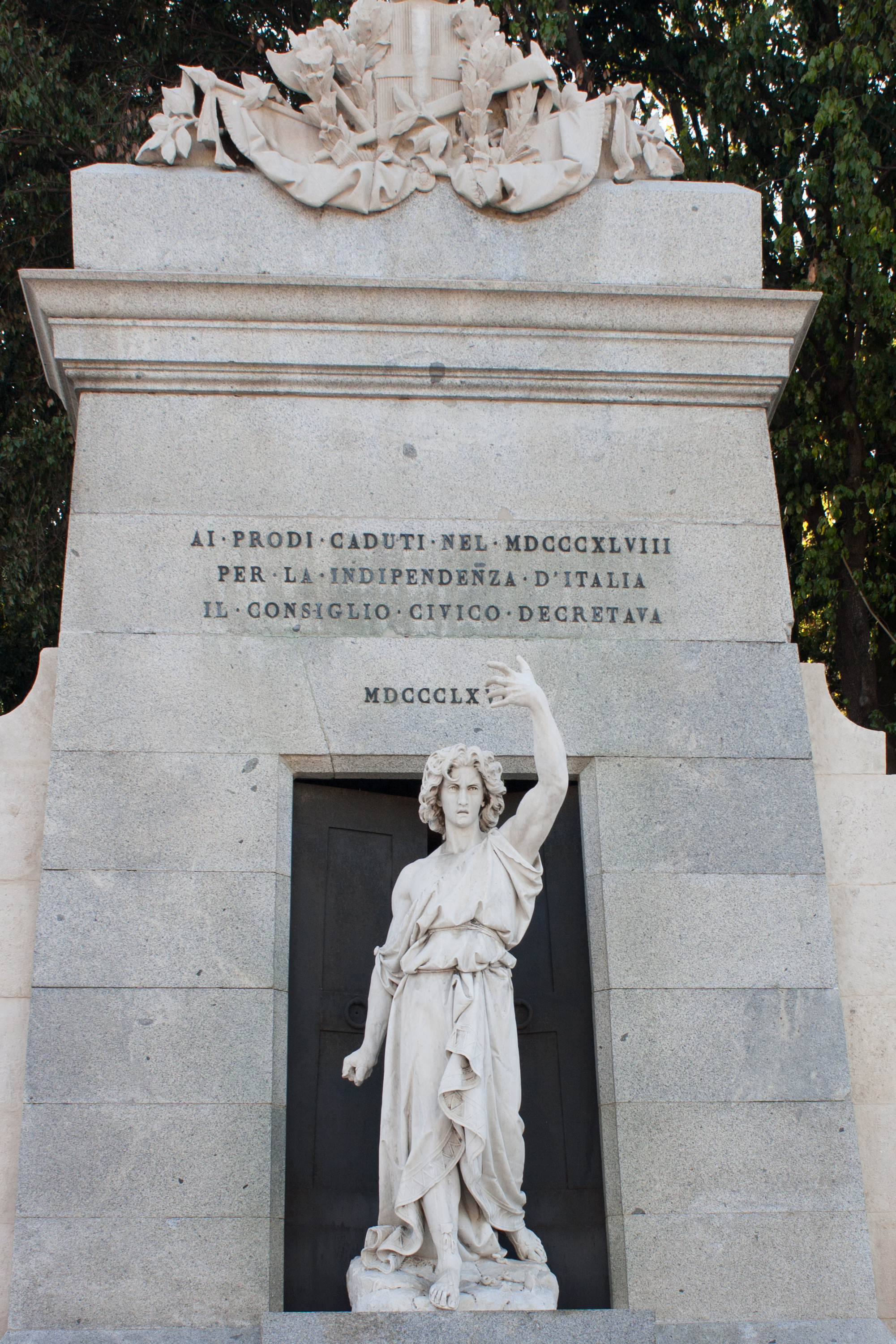
Monumento italiano sul Piazzale della Vittoria che ricorda il 1848
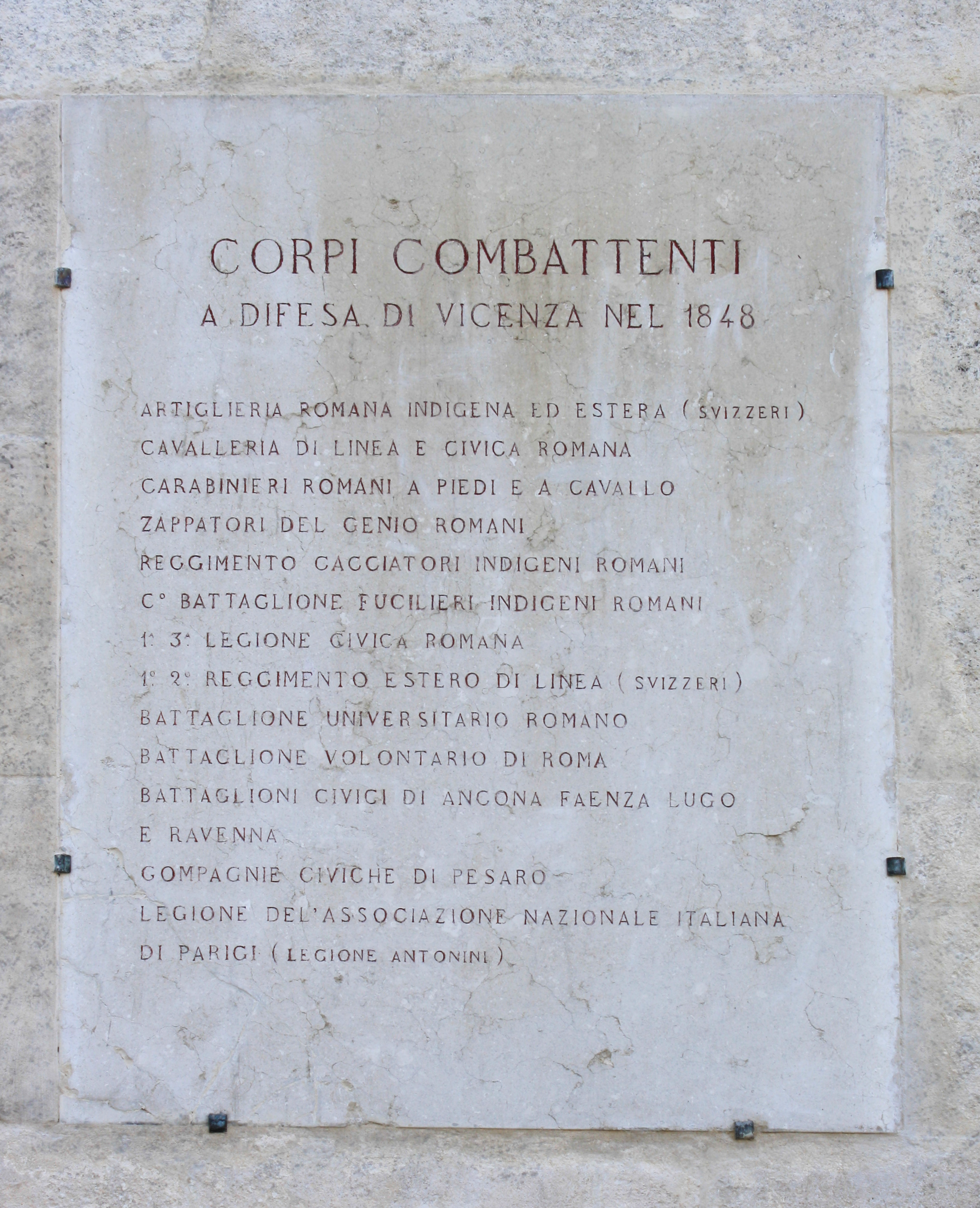
Lapide italiana che ricorda i caduti vicentini del 1848

#### Il piazzale della Vittoria
Fino al 1920 dalla gradinata della basilica non si aveva la vista della città, nascosta da un dosso piuttosto alto, esistente laddove oggi vi è il piazzale della Vittoria; l'antica aspirazione dei vicentini, di dare alla chiesa un più ampio respiro e di poter spaziare con lo sguardo oltre questa barriera sulla sottostante città, non era mai stato realizzato per l'enorme costo che lo sbancamento avrebbe comportato.
Questa intenzione poté concretizzarsi dopo la fine della prima guerra mondiale, quando si costituì un Comitato cittadino per dare corpo al comune sentimento di riconoscenza verso i caduti con la costruzione di un'opera grandiosa e solenne, che fu individuata, appunto, nella creazione di un piazzale sul quale poi costruire un qualche monumento commemorativo, un arco trionfale o un'ara.
Il Comune se ne assunse l'onere, un gigantesco sforzo economico a quel tempo - alla fine fu quantificato in 5 milioni di lire - ma ne ricavarono un discreto beneficio anche quelle masse di operai che altrimenti, nell'immediato primo dopoguerra, non avrebbero trovato altra occupazione.
L'opera comportò la demolizione di 120.000 metri cubi di roccia, parte della quale fu trasportata sul declivio del monte verso settentrione; ne risultò un piazzale, largo in media 60 m. e con un'area complessiva di 6600 m²; alla fine piacque tanto che non si senti più il bisogno di collocarvi un ulteriore monumento. Sul lato occidentale trovò posto il monumento ai caduti del 1848, dello scultore Antonio Tantardini; di fronte venne murata una lapide di marmo con il Bollettino della Vittoria del 1918. Il piazzale fu solennemente inaugurato da Benito Mussolini il 24 settembre 1924. È inserito nella lista dei monumenti nazionali (ora abrogato con il Decreto del presidente della Repubblica 13 dicembre 2010, n. 248).

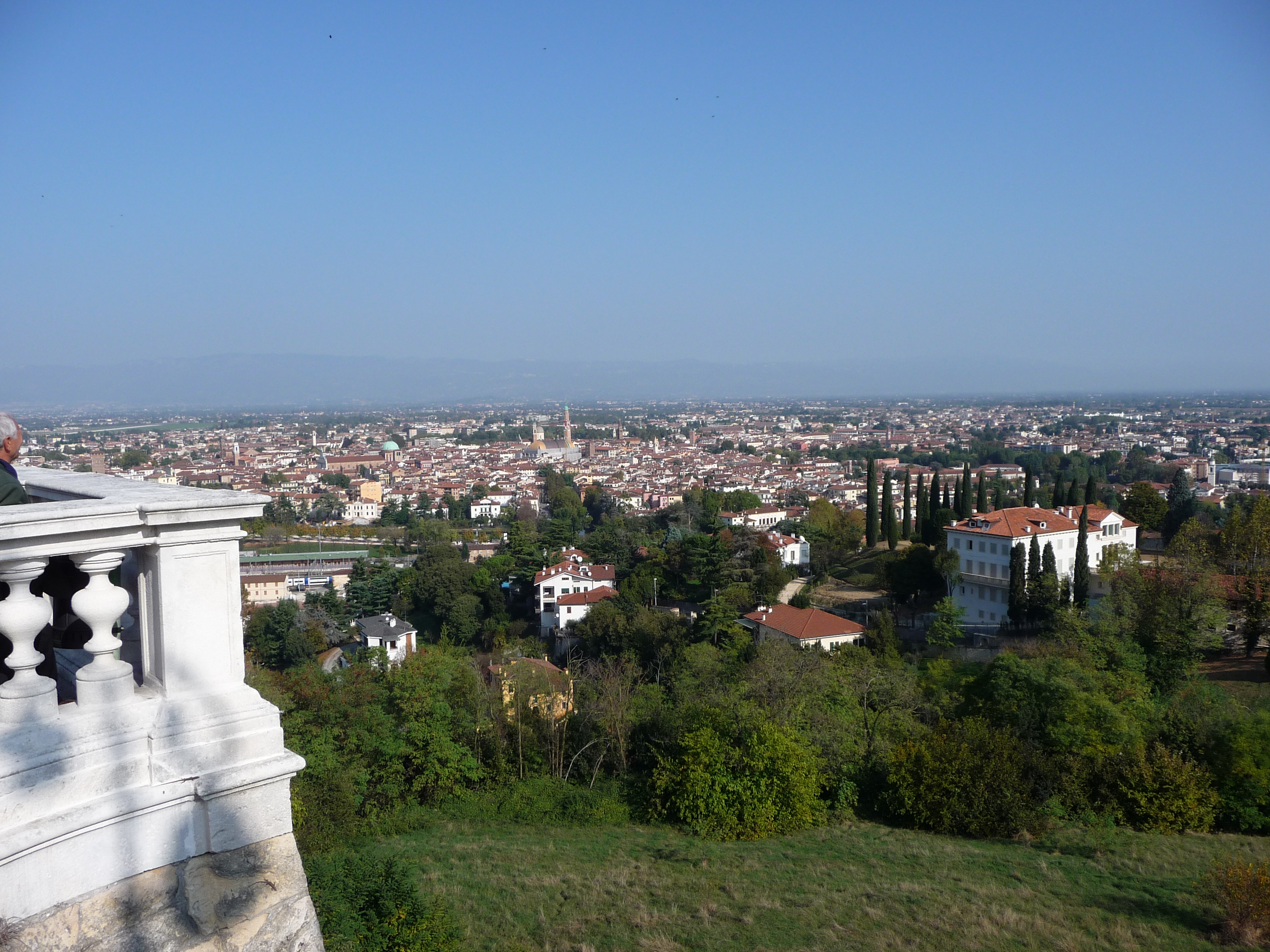
Panorama di Vicenza visto dalla balconata di piazzale della Vittoria
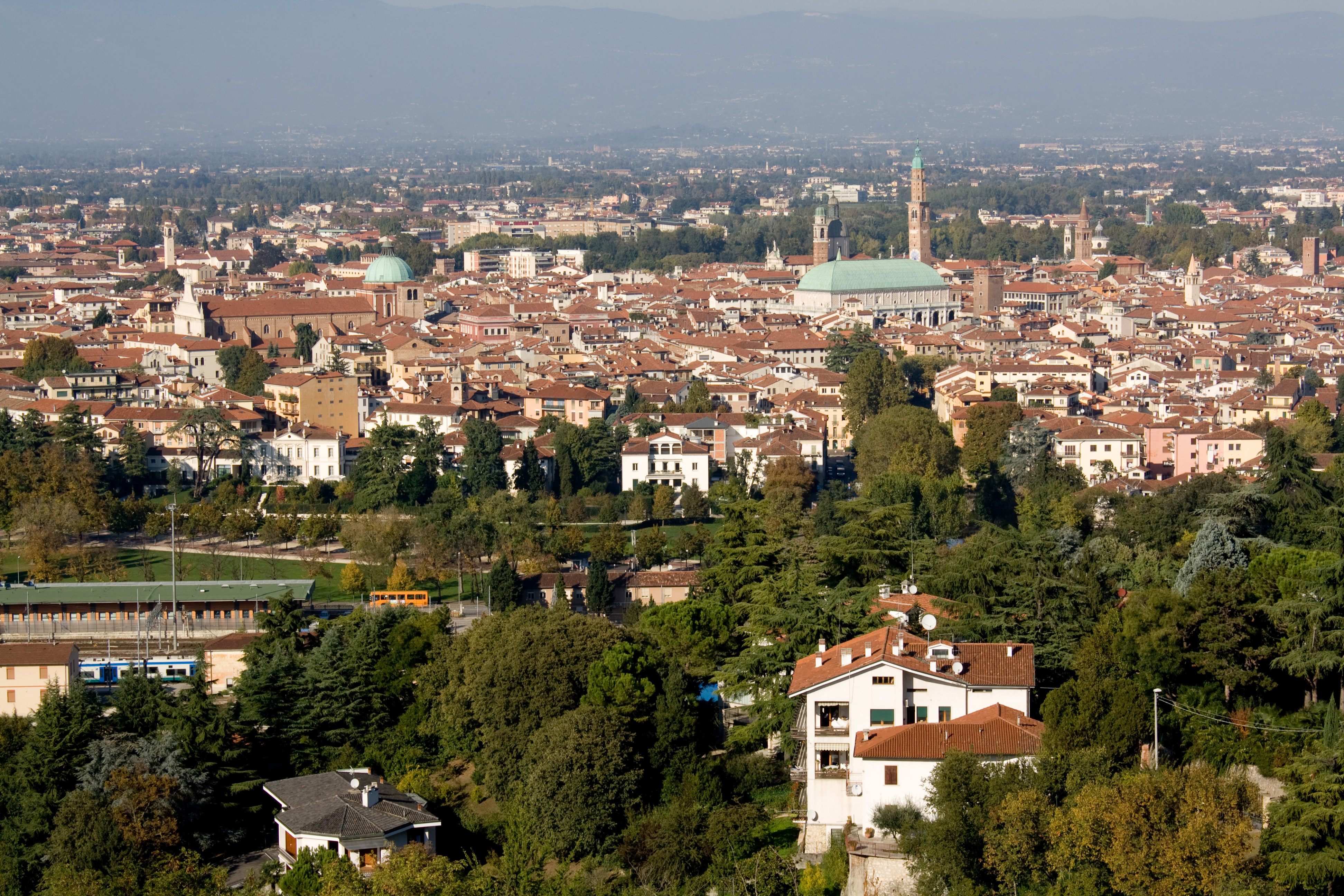
Panorama della città
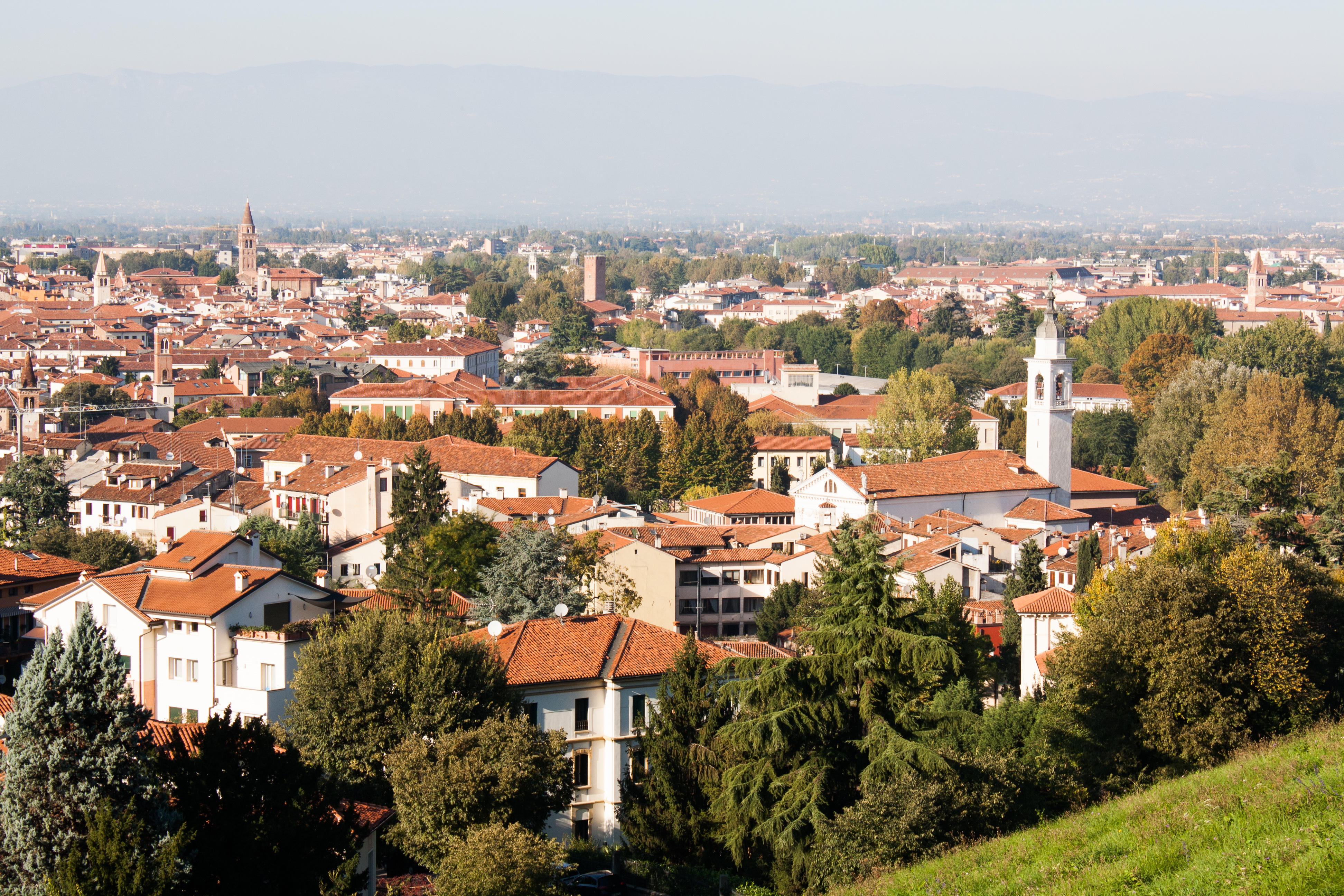
Panorama della città verso nord-est
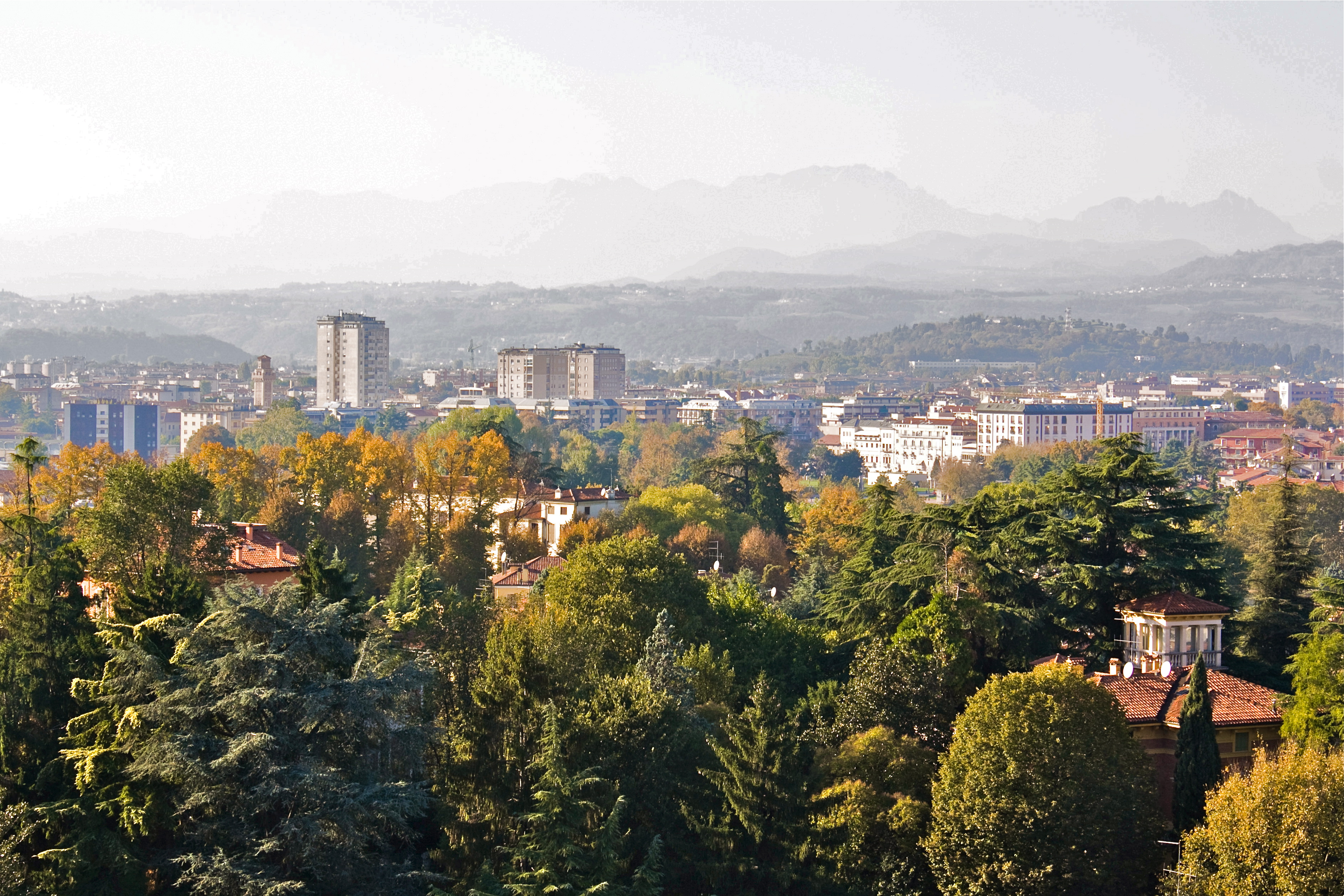
Panorama della città verso nord-ovest

#### Il quartiere attuale
Nel corso della prima metà del Novecento - sul terreno a gradoni prima coltivato a vigneto, come in un immenso anfiteatro aperto sulla città - tutto il versante nord del monte compreso tra il percorso delle Scalette e quello dei Portici e delimitato in alto da Viale Massimo d'Azeglio fu occupato da un nuovo quartiere di ville signorili e di case di civile abitazione, costruite con stili anche molto diversi tra di loro. È attraversato da due strade in salita, viale Dante e via Petrarca, alle quali il nome venne dato con deliberazioni comunali nel 1911.

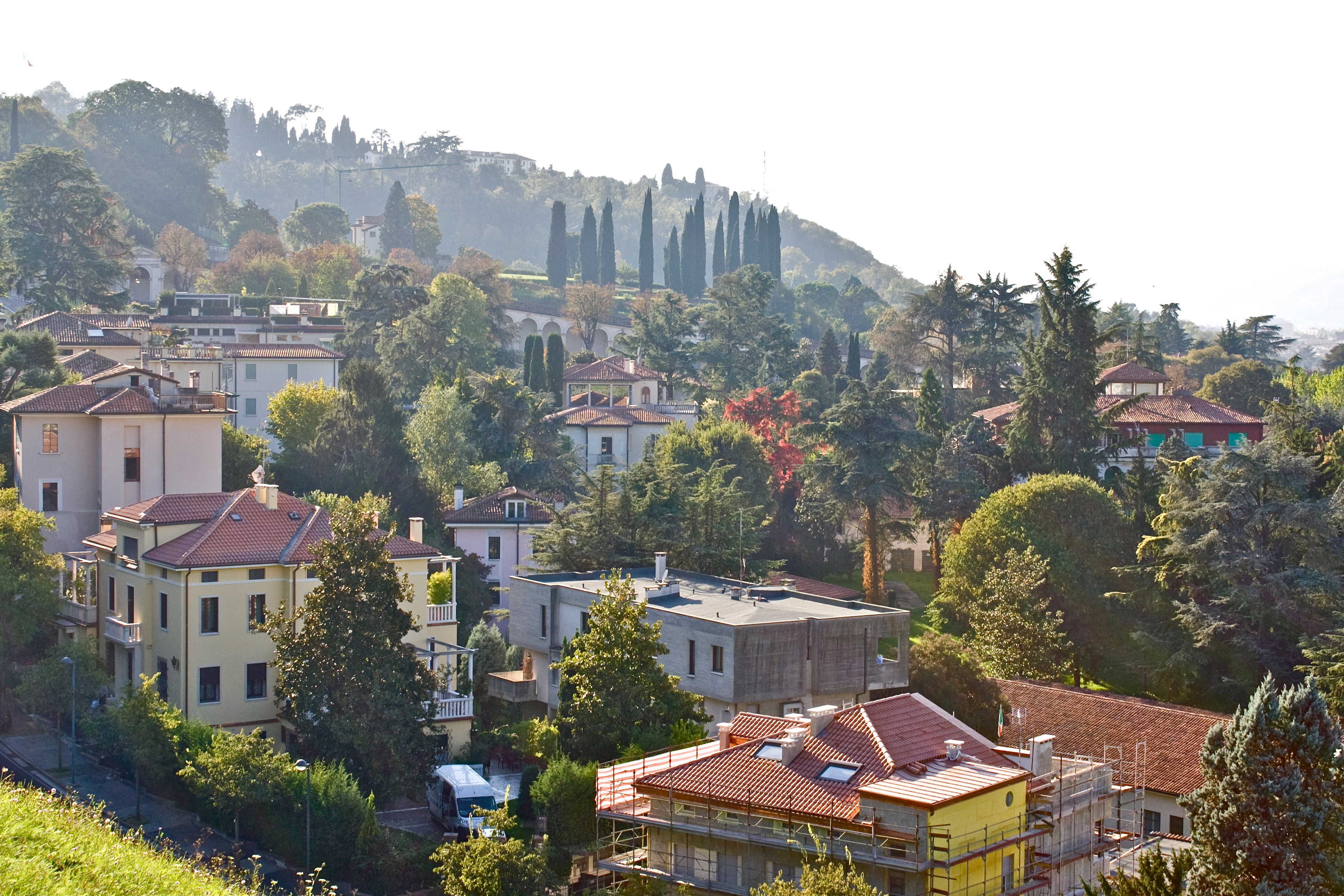
Il quartiere novecentesco di Monte Berico
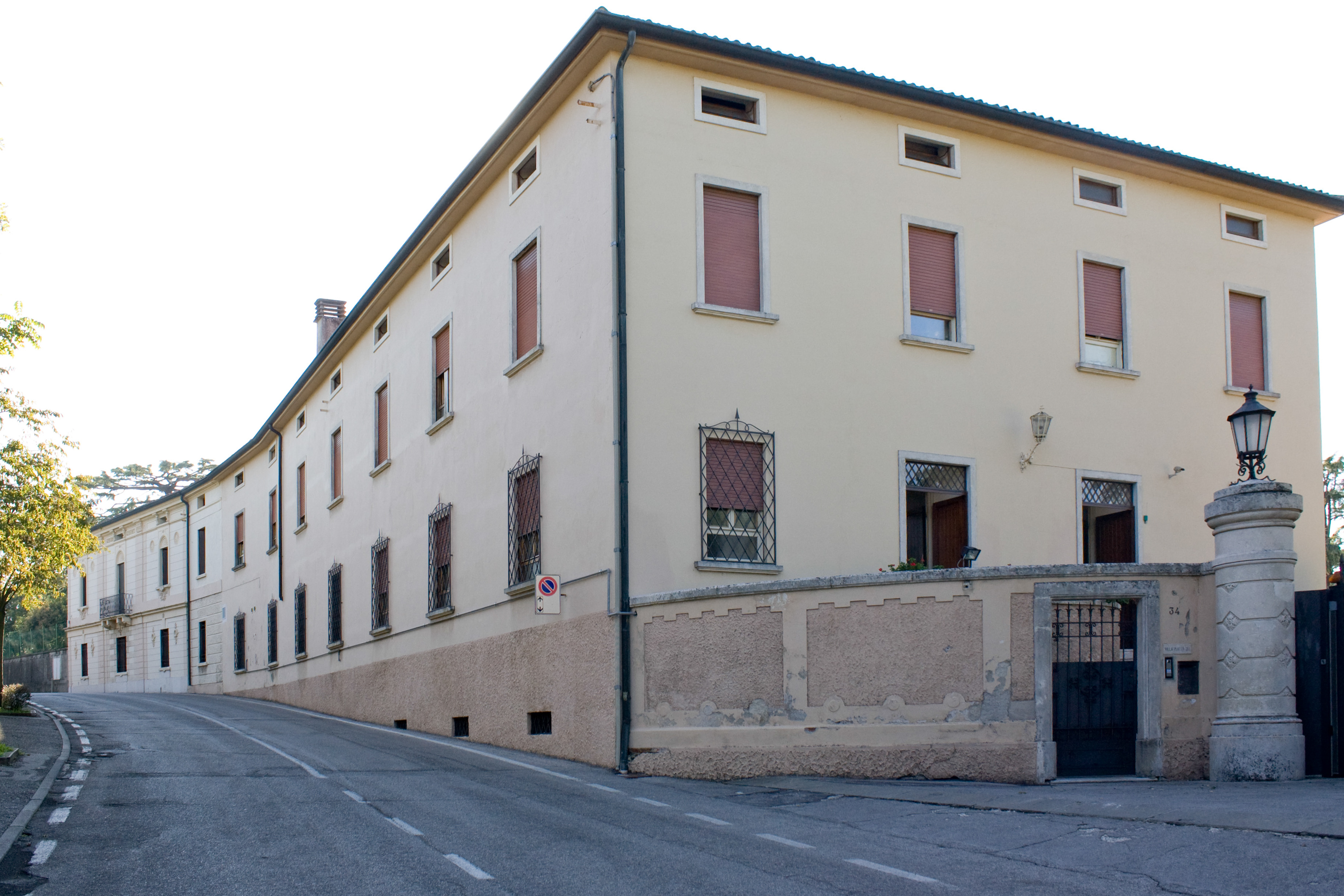
Istituti religiosi su Monte Berico
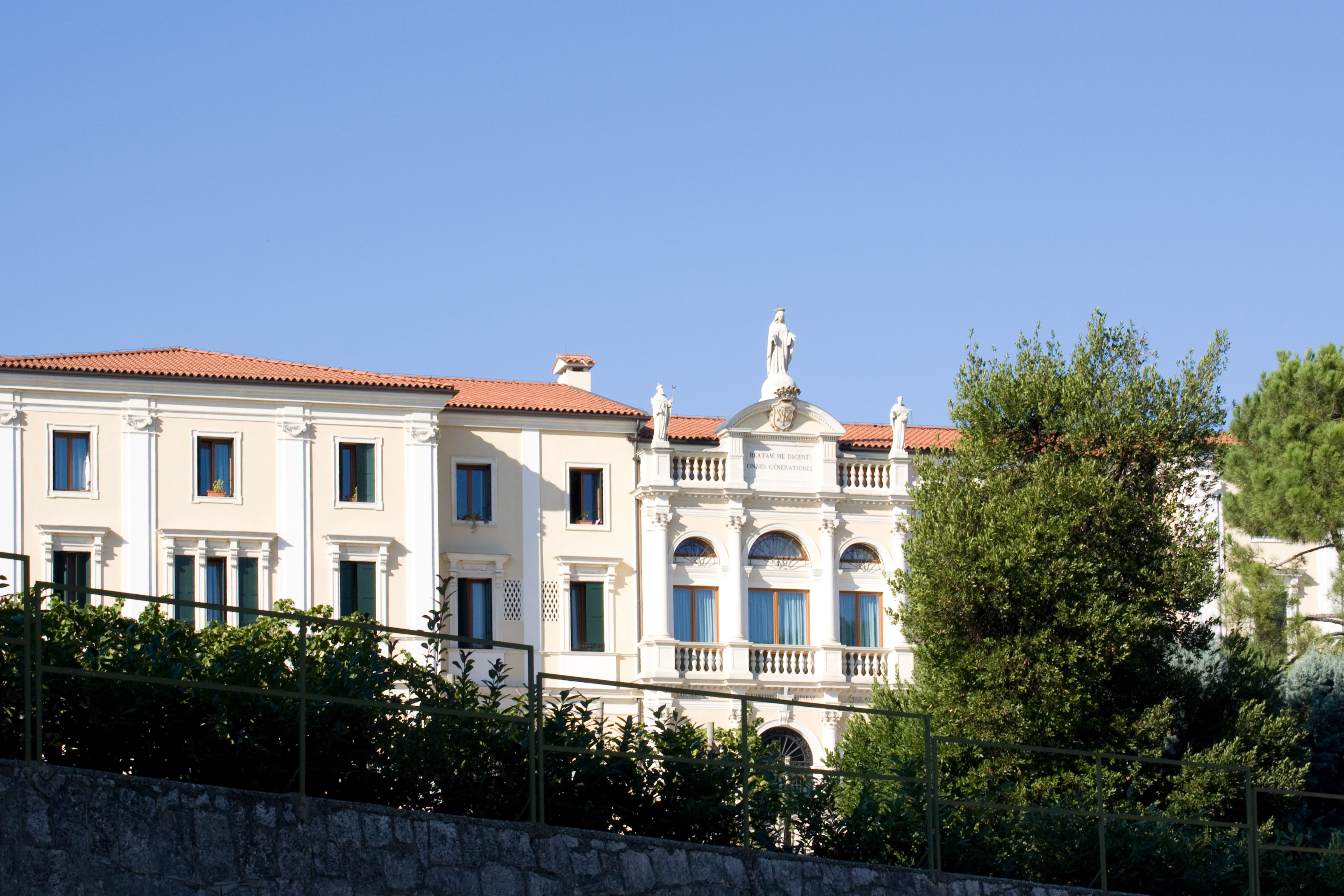
Istituti religiosi su Monte Berico